# Герои Социалистического Труда Санкт-Петербурга
В настоящий список включены:

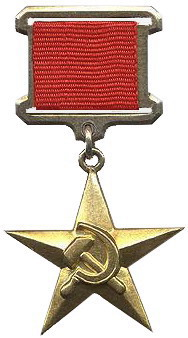
Золотая медаль «Серп и Молот»

- Герои Социалистического Труда, на момент присвоения звания трудившиеся на территории современного Санкт-Петербурга, — 414 человек;
- уроженцы Санкт-Петербурга (Ленинграда), удостоенные звания Героя Социалистического Труда в других регионах СССР, — 108 человек;
- Герои Социалистического Труда, прибывшие в Санкт-Петербург на постоянное проживание из других регионов, — 64 человека;

Вторая и третья части списка могут быть неполными из-за отсутствия данных о месте рождения и месте смерти ряда Героев.
В таблицах отображены фамилия, имя и отчество Героев, должность и место работы на момент присвоения звания, дата Указа Президиума Верховного Совета СССР, отрасль народного хозяйства, место рождения, а также ссылка на биографическую статью на сайте «Герои страны». Формат таблиц предусматривает возможность сортировки по указанным параметрам путём нажатия на стрелку в нужной графе.
 Серым цветом  в таблице выделены Герои, получившие звание посмертно.

## История
Первое присвоение звания Героя Социалистического Труда в Ленинграде произошло 28 октября 1940 года, когда Указом Президиума Верховного Совета СССР за выдающиеся достижения в области создания новых типов вооружения, поднимающих оборонную мощь Советского Союза, был награждён М. Я. Крупчатников. Последним Героем Социалистического Труда стал 1 июля 1991 года директор Института химии силикатов М. М. Шульц.
Большинство Героев Социалистического Труда в городе приходится на машиностроительную отрасль — 96 человек (из них 55 — на судостроение). Остальные Герои трудились в сфере науки — 56; в радио- и электронной промышленности — 39; оборонной промышленности — 36; строительстве — 34; транспорте — 33; в области культуры — 22; в лёгкой промышленности — 15; электротехнической промышленности — 12; энергетике — 8; нефтехимической промышленности, сельском хозяйстве — по 7; пищевой промышленности — 6; химической промышленности — 5; образовании, обороне — по 4; атомной, металлургической, станкостроительной промышленности, промышленности стройматериалов, приборостроении — по 3; газовой, медицинской промышленности, автодорожном хозяйстве, здравоохранении, госуправлении — по 2; геодезии, геологии, связи, полиграфии — по 1.

## Лица, удостоенные звания Героя Социалистического Труда в Ленинграде
| №        | Фамилия, имя, отчество        | Даты жизни              | Деятельность | Дата присвоения       | Отрасль        | Место рождения     | ГС        |
| -------- | ----------------------------- | ----------------------- | --- | --------------------- | -------------- | ------------------ | --------- |
| 1        | Виноградов Василий Петрович   | 07.01.1895 — 19.01.1985 | Ветеран революционного движения, партийный и государственный деятель, персональный пенсионер союзного значения, гор. Ленинград | 06.01.1975 04.01.1985 | госуправление  | *Тверская область  | [ ГС 1 ]  |
| 2        | Исанин Николай Никитич        | 03.03.1904 — 01.03.1990 | Главный конструктор ЦКБ-16 Государственного комитета по судостроению СССР, гор. Ленинград | 28.04.1963 19.04.1974 | судостроение   | *Москва            | [ ГС 2 ]  |
| 2.000001 | Климов Владимир Яковлевич     | 23.07.1892 — 09.09.1962 | Главный конструктор опытно-конструкторского отдела авиамоторного завода №26 имени В. Н. Павлова Народного комиссариата авиационной промышленности СССР, гор. Рыбинск Ярославской области; Главный конструктор Государственного союзного опытного завода № 117 Министерства авиационной промышленности СССР, гор. Ленинград | 28.10.1940 12.07.1957 | машиностроение | *Москва            | [ ГС 3 ]  |
| 3        | Ковалёв Сергей Никитич        | 15.08.1919 — 24.02.2011 | Главный конструктор Центрального конструкторского бюро морской техники «Рубин» Министерства судостроения СССР, гор. Ленинград | 28.04.1963 19.04.1974 | судостроение   | Санкт-Петербург    | [ ГС 4 ]  |
| 4        | Михалёв Афанасий Прокопьевич  | 02.08.1925 — 13.04.1996 | Бригадир слесарей-сборщиков производственного объединения «Ижорский завод» имени А. А. Жданова Министерства энергетического машиностроения СССР, гор. Ленинград | 09.07.1966 31.08.1978 | машиностроение | *Красноярский край | [ ГС 5 ]  |
| 5        | Панфилов Михаил Панфилович    | 25.07.1913 — 02.12.1994 | Генеральный директор Ленинградского оптико-механического объединения имени В. И. Ленина Министерства оборонной промышленности СССР | 28.07.1966 22.07.1983 | оборонпром     | *Псковская область | [ ГС 6 ]  |
| 6        | Смирнов Василий Александрович | 04.01.1922 — 18.11.1996 | Бригадир судосборщиков Балтийского завода имени Серго Орджоникидзе Министерства судостроительной промышленности СССР, гор. Ленинград | 28.05.1960 28.06.1978 | судостроение   | *Тверская область  | [ ГС 7 ]  |
| 7        | Филатов Олег Васильевич       | 07.01.1926 — 20.09.1995 | Генеральный директор Ленинградского объединения электронного приборостроения «Светлана» Министерства электронной промышленности СССР | 29.03.1976 07.01.1986 | электронпром   | Санкт-Петербург    | [ ГС 8 ]  |
| 8        | Чичеров Владимир Степанович   | 04.07.1933 — 15.11.1996 | Бригадир слесарей-сборщиков производственного объединения турбостроения «Ленинградский металлический завод» Министерства энергетического машиностроения СССР, гор. Ленинград | 07.02.1975 12.07.1983 | машиностроение | Санкт-Петербург    | [ ГС 9 ]  |
| 9        | Чуев Алексей Васильевич       | 28.02.1918 — 20.11.1976 | Токарь Балтийского завода имени Серго Орджоникидзе Министерства судостроительной промышленности СССР, гор. Ленинград | 28.04.1963 07.01.1976 | судостроение   | *Тверская область  | [ ГС 10 ] |

| №   | Фамилия, имя, отчество               | Даты жизни              | Деятельность | Дата присвоения | Отрасль            | Место рождения            | ГС         |
| --- | ------------------------------------ | ----------------------- | --- | --------------- | ------------------ | ------------------------- | ---------- |
| 1   | Абакумова Надежда Романовна          | 17.11.1930 — 29.01.1998 | Помощник мастера прядильно-ниточного комбината имени С. М. Кирова Министерства лёгкой промышленности РСФСР, гор. Ленинград | 05.04.1971      | легпром            | *Новгородская область     | [ ГС 11 ]  |
| 2   | Аладышкин Евгений Ильич              | 21.11.1912 — 22.11.1982 | Главный инженер НИИ-3 Государственного комитета по радиоэлектронике СССР, гор. Ленинград | 28.04.1963      | судостроение       | *Нижегородская область    | [ ГС 12 ]  |
| 3   | Алексеев Владимир Николаевич         | род. 11.06.1926         | Токарь завода подъёмно-транспортного оборудования имени С. М. Кирова Министерства тяжёлого, энергетического и транспортного машиностроения СССР, гор. Ленинград                                                                                  | 05.04.1971      | машиностроение     | Санкт-Петербург           | [ ГС 13 ]  |
| 4   | Андреев Алексей Алексеевич           | 05.10.1925 — 09.02.1987 | Заточник-инструментальщик головного завода производственного объединения «Красная заря» Министерства радиопромышленности СССР, гор. Ленинград | 26.04.1971      | радиопром          | Санкт-Петербург           | [ ГС 14 ]  |
| 5   | Андрюшин Александр Константинович    | 12.08.1914 — 02.11.1983 | Печатник Ленинградской типографии № 1 «Печатный двор имени А. М. Горького» | 23.06.1971      | полиграфия         | Санкт-Петербург           | [ ГС 15 ]  |
| 6   | Аникиев Василий Фёдорович            | 02.04.1918 — 20.12.1988 | Начальник — главный конструктор Невского проектно-конструкторского бюро Министерства судостроительной промышленности СССР, гор. Ленинград | 18.07.1984      | судостроение       | *Ленинградская область    | [ ГС 16 ]  |
| 7   | Аникушин Михаил Константинович       | 02.10.1917 — 18.05.1997 | Скульптор, народный художник СССР, гор. Ленинград | 30.10.1977      | культура           | *Москва                   | [ ГС 17 ]  |
| 8   | Аничков Сергей Викторович            | 20.09.1892 — 10.07.1981 | Заведующий отделом фармакологии Института экспериментальной медицины Академии медицинских наук СССР, академик АМН СССР, гор. Ленинград | 03.10.1967      | наука              | Санкт-Петербург           | [ ГС 18 ]  |
| 9   | Антипов Павел Фёдорович              | 19.11.1926 — 20.09.2021 | Бригадир электромонтажников управления «Севэлектромонтаж» треста «Гидроэлектромонтаж» Министерства энергетики и электрификации СССР, гор. Ленинград                                                                                              | 31.03.1981      | энергетика         | *Ленинградская область    | [ ГС 19 ]  |
| 10  | Антонов Юрий Степанович              | 03.06.1937 — 26.11.2010 | Водитель-испытатель производственного объединения «Кировский завод» Министерства оборонной промышленности СССР, гор. Ленинград | 08.10.1975      | оборонпром         | Санкт-Петербург           | [ ГС 20 ]  |
| 11  | Арефин Юрий Иванович                 | 21.09.1930 — 03.01.2013 | Слесарь-инструментальщик производственного объединения «Завод имени М. И. Калинина» Министерства машиностроения СССР, гор. Ленинград | 25.04.1977      | оборонпром         | Санкт-Петербург           | [ ГС 21 ]  |
| 12  | Арефьев Вячеслав Павлович            | 29.08.1926 — 26.12.2014 | Главный конструктор НИИ-49 Государственного комитета Совета Министров СССР по судостроению, гор. Ленинград | 17.06.1961      | судостроение       | *Могилёвская область      | [ ГС 22 ]  |
| 13  | Артемьев Евгений Александрович       | 27.07.1937 — 1986       | Токарь Ленинградского машиностроительного завода «Звезда» имени К. Е. Ворошилова Министерства тяжёлого и транспортного машиностроения СССР | 10.03.1976      | машиностроение     | Санкт-Петербург           | [ ГС 23 ]  |
| 14  | Арцибасов Павел Сергеевич            | 23.09.1907 — 1988       | Слесарь-монтажник Адмиралтейского завода Ленинградского совнархоза | 14.05.1960      | судостроение       | *Ленинградская область    | [ ГС 24 ]  |
| 15  | Балов Иван Михайлович                | 12.04.1912 — 1990       | Стеклодув Ленинградского объединения электронного приборостроения «Светлана» Министерства электронной промышленности СССР | 29.01.1966      | электронпром       | Санкт-Петербург           | [ ГС 25 ]  |
| 16  | Бармин Сергей Фёдорович              | 26.11.1921 — 09.09.1989 | Главный инженер Ленинградского управления магистральных газопроводов Министерства газовой промышленности СССР | 01.07.1966      | газпром            | *Татарстан                | [ ГС 26 ]  |
| 17  | Басов Владимир Степанович            | 24.09.1909 — 1985       | Токарь Ленинградского завода бумагоделательных машин имени 2-й пятилетки Министерства химического и нефтяного машиностроения СССР | 25.06.1966      | нефтехимпром       | Санкт-Петербург           | [ ГС 27 ]  |
| 18  | Белов Валентин Яковлевич             | 14.01.1931 — 2007       | Капитан-наставник Балтийского морского пароходства Министерства морского флота СССР, гор. Ленинград | 29.07.1966      | транспорт          | Санкт-Петербург           | [ ГС 28 ]  |
| 19  | Белова Александра Матвеевна          | 1907 — ????             | Звеньевая свиноводческого совхоза «Ручьи» Министерства мясной и молочной промышленности СССР, Калининский район гор. Ленинграда | 05.10.1950      | сельхоз            | *Новгородская область     | [ ГС 29 ]  |
| 20  | Беляков Алексей Николаевич           | 16.03.1946 — 17.04.2024 | Шлифовщик Ленинградского завода «Магнетон» научно-производственного объединения «Феррит» Министерства электронной промышленности СССР | 07.08.1986      | электронпром       | *Ленинградская область    | [ ГС 30 ]  |
| 21  | Березин Виктор Петрович              | 01.03.1932 — 1992       | Токарь производственного объединения «Ижорский завод» имени А. А. Жданова Министерства энергетического машиностроения СССР, гор. Ленинград | 22.12.1986      | машиностроение     | *Тверская область         | [ ГС 31 ]  |
| 22  | Берёзкин Василий Григорьевич         | род. 15.08.1927         | Бригадир монтажников управления монтажных работ № 292 треста «Промстроймонтаж-71» Министерства строительства СССР, гор. Ленинград | 07.05.1971      | строительство      | *Тверская область         | [ ГС 32 ]  |
| 23  | Божбов Анатолий Сергеевич            | 30.06.1927 — 04.03.2004 | Бригадир проходчиков тоннельного отряда № 3 Ленметростроя Министерства транспортного строительства СССР, гор. Ленинград | 07.05.1971      | строительство      | *Ростовская область       | [ ГС 33 ]  |
| 24  | Большаков Андрей Мефодьевич          | 05.08.1922 — 18.08.2004 | Бригадир слесарей Центрального производственного ремонтного предприятия Ленэнерго Министерства энергетики и электрификации СССР, гор. Ленинград                                                                                                  | 20.04.1971      | энергетика         | *Новгородская область     | [ ГС 34 ]  |
| 25  | Боравенков Николай Иванович          | 18.02.1920 — 27.05.1985 | Начальник 28-го Центрального научно-исследовательского института вооружения Военно-морского флота Министерства обороны СССР, вице-адмирал, гор. Ленинград                                                                                        | 21.02.1978      | оборона            | *Псковская область        | [ ГС 35 ]  |
| 26  | Борисов Александр Фёдорович          | 01.05.1905 — 12.05.1982 | Актёр Ленинградского государственного академического театра драмы имени А. С. Пушкина, народный артист СССР | 06.02.1981      | культура           | Санкт-Петербург           | [ ГС 36 ]  |
| 27  | Бородулин Александр Васильевич       | 27.04.1906 — 1980       | Фрезеровщик паротурбинного цеха № 1 Ленинградского металлического завода Ленинградского совнархоза | 21.06.1957      | машиностроение     | *Тверская область         | [ ГС 37 ]  |
| 28  | Брежнев Дмитрий Данилович            | 07.11.1905 — 04.04.1982 | Директор Всесоюзного научно-исследовательского института растениеводства имени Н. И. Вавилова, академик Всесоюзной академии сельскохозяйственных наук имени В. И. Ленина, гор. Ленинград                                                         | 05.11.1975      | наука              | *Курская область          | [ ГС 38 ]  |
| 29  | Брехов Константин Степанович         | 26.01.1915 — 1973       | Машинист крана-трубоукладчика строительно-монтажного управления № 1 треста «Ленгазспецстрой» Министерства газовой промышленности СССР, гор. Ленинград                                                                                            | 30.03.1971      | газпром            | *Башкортостан             | [ ГС 39 ]  |
| 30  | Букасов Сергей Михайлович            | 25.09.1891 — 17.07.1983 | Заведующий отделом Всесоюзного научно-исследовательского института растениеводства имени Н. И. Вавилова, академик Всесоюзной академии сельскохозяйственных наук имени В. И. Ленина, гор. Ленинград                                               | 27.10.1971      | наука              | *Курская область          | [ ГС 40 ]  |
| 31  | Булушев Семён Фёдорович              | 18.04.1912 — 24.11.1993 | Заместитель директора по научной части Государственного института прикладной химии Министерства химической промышленности СССР, гор. Ленинград                                                                                                   | 28.05.1966      | химпром            | *Пензенская область       | [ ГС 41 ]  |
| 32  | Бурлаков Иван Ефимович               | 18.01.1914 — 1998       | Кузнец Невского машиностроительного завода имени В. И. Ленина Министерства тяжёлого машиностроения СССР, гор. Ленинград | 15.01.1957      | машиностроение     | *Смоленская область       | [ ГС 42 ]  |
| 33  | Буров Виктор Николаевич              | 12.02.1914 — 02.09.2005 | Начальник 1-го Центрального научно-исследовательского института военного кораблестроения Министерства обороны СССР, инженер-вице-адмирал, гор. Ленинград                                                                                         | 08.01.1980      | судостроение       | *Москва                   | [ ГС 43 ]  |
| 34  | Варламов Павел Михайлович            | 27.06.1903 — 30.11.1969 | Мастер-вальцовщик Сталепрокатного и проволочно-канатного завода имени В. М. Молотова Ленинградского совнархоза | 21.06.1957      | металлургия        | *Волгоградская область    | [ ГС 44 ]  |
| 35  | Васильев Александр Павлович          | 09.01.1925 — 1981       | Бригадир обмотчиков Ленинградского завода «Электросила» имени С. М. Кирова Ленинградского производственного электромашиностроительного объединения «Электросила» имени С. М. Кирова Министерства электротехнической промышленности СССР          | 31.08.1978      | электропром        | Санкт-Петербург           | [ ГС 45 ]  |
| 36  | Васильев Илья Иванович               | 08.09.1930 — 2003       | Бригадир слесарей-монтажников участка на ТЭЦ № 17 треста «Севзапэнергомонтаж» Министерства энергетики и электрификации СССР, гор. Ленинград | 20.04.1971      | энергетика         | *Кировская область        | [ ГС 46 ]  |
| 37  | Васильев Михаил Васильевич           | 03.11.1911 — 1978       | Бригадир каменщиков «Главленинградстроя» при исполкоме Ленинградского городского Совета депутатов трудящихся | 21.06.1957      | строительство      | *Тверская область         | [ ГС 47 ]  |
| 38  | Васильева Елизавета Романовна        | 01.05.1888 — 11.1972    | Сборщица завода «Красная заря» Ленинградского совнархоза | 21.07.1957      | радиопром          | Санкт-Петербург           | [ ГС 48 ]  |
| 39  | Веневцев Владимир Сергеевич          | род. 26.04.1931         | Монтажник предприятия Министерства радиопромышленности СССР, гор. Ленинград | 26.04.1971      | радиопром          | *Тульская область         |            |
| 40  | Вершин Виктор Александрович          | 11.08.1934 — 29.12.2003 | Моторист теплохода Балтийского морского пароходства Министерства морского флота СССР, гор. Ленинград | 09.08.1963      | транспорт          | *Новгородская область     | [ ГС 49 ]  |
| 41  | Винников Михаил Семёнович            | 10.03.1925 — 17.10.1998 | Бригадир комплексной бригады каменщиков УНР-3 строительного треста № 20 Главленинградстроя при исполкоме Ленинградского городского Совета депутатов трудящихся                                                                                   | 25.03.1971      | строительство      | *Брянская область         | [ ГС 50 ]  |
| 42  | Виноградов Анатолий Васильевич       | 08.06.1906 — 1982       | Сталевар Ижорского завода Ленинградского совнархоза | 21.06.1957      | машиностроение     | *Ярославская область      | [ ГС 51 ]  |
| 43  | Виноградов Анатолий Иванович         | 20.11.1925 — 20.12.2001 | Регулировщик Ленинградского государственного завода имени Н. Г. Козицкого Министерства радиопромышленности СССР | 29.07.1966      | радиопром          | Санкт-Петербург           | [ ГС 52 ]  |
| 44  | Витальев Виктор Александрович        | 20.09.1915 — 1970       | Бригадир слесарей треста «Спецгидроэнергомонтаж» Министерства электростанций СССР, гор. Ленинград | 09.08.1958      | энергетика         | *Москва                   | [ ГС 53 ]  |
| 45  | Витченко Степан Степанович           | 1909 — 30.06.1986       | Бригадир слесарей-сборщиков Ленинградского производственного электромашиностроительного объединения «Электросила» Министерства электротехнической промышленности СССР                                                                            | 23.04.1974      | электропром        | *Харьковская область      | [ ГС 54 ]  |
| 46  | Вишневский Давид Николаевич          | 14.12.1894 — 20.02.1951 | Главный конструктор взрывателей для боеприпасов, начальник лаборатории № 1 ЦКБ № 22, генерал-майор инженерно-артиллерийской службы, гор. Ленинград                                                                                               | 16.09.1945      | оборонпром         | *Донецкая область         | [ ГС 55 ]  |
| 47  | Вишняков Фёдор Васильевич            | 25.05.1927 — 18.10.1983 | Судосборщик Балтийского завода имени Серго Орджоникидзе Министерства судостроительной промышленности СССР, гор. Ленинград | 26.04.1971      | судостроение       | *Воронежская область      | [ ГС 56 ]  |
| 48  | Вознесенский Андрей Иванович         | 31.08.1921 — 14.06.2013 | Директор Центрального научно-исследовательского института имени академика А. Н. Крылова Министерства судостроительной промышленности СССР, гор. Ленинград                                                                                        | 25.07.1966      | судостроение       | Санкт-Петербург           | [ ГС 57 ]  |
| 49  | Волков Вениамин Васильевич           | 20.01.1921 — 21.02.2019 | Начальник кафедры офтальмологии Военно-медицинской академии имени С. М. Кирова, главный офтальмолог Министерства обороны СССР, генерал-майор медицинской службы, гор. Ленинград                                                                  | 16.02.1982      | наука              | *Ташкентская область      | [ ГС 58 ]  |
| 50  | Волков Николай Кузьмич               | 12.08.1934 — 07.07.2000 | Сборщик покрышек шинного завода Ленинградского производственного объединения «Красный треугольник» Министерства нефтеперерабатывающей и нефтехимической промышленности СССР                                                                      | 15.01.1974      | нефтехимпром       | *Смоленская область       | [ ГС 59 ]  |
| 51  | Волков Сергей Васильевич             | 01.01.1927 — 2000       | Бригадир слесарей-судосборщиков Ленинградского судостроительного завода имени А. А. Жданова Министерства судостроительной промышленности СССР | 26.04.1971      | судостроение       | Санкт-Петербург           | [ ГС 60 ]  |
| 52  | Вондрухов Вальтер Степанович         | 27.11.1937 — 08.09.2010 | Бригадир водителей автомобилей управления «Спецтранс» Министерства жилищно-коммунального хозяйства РСФСР, гор. Ленинград | 14.08.1986      | транспорт          | *Ленинградская область    | [ ГС 61 ]  |
| 53  | Воробьёв Борис Михайлович            | 09.01.1921 — 2008       | Токарь Машиностроительного и металлургического Кировского завода Министерства оборонной промышленности СССР, гор. Ленинград | 28.07.1966      | оборонпром         | Санкт-Петербург           | [ ГС 62 ]  |
| 54  | Воронина Валентина Михайловна        | 01.07.1930 — 2008       | Клейщица резиновой обуви Ленинградского производственного объединения «Красный треугольник» Министерства нефтеперерабатывающей и нефтехимической промышленности СССР                                                                             | 10.03.1976      | нефтехимпром       | *Орловская область        | [ ГС 63 ]  |
| 55  | Воронцов Валерий Владимирович        | род. 06.06.1940         | Бригадир слесарей механо-сборочных работ Ленинградского объединения электронного приборостроения «Светлана» Министерства электронной промышленности СССР                                                                                         | 23.04.1986      | электронпром       | Санкт-Петербург           | [ ГС 64 ]  |
| 56  | Воячек Владимир Игнатьевич           | 20.12.1876 — 19.10.1971 | Профессор-консультант учёного совета Военно-медицинской академии имени С. М. Кирова, академик Академии медицинских наук СССР, генерал-лейтенант медицинской службы, гор. Ленинград                                                               | 26.12.1961      | наука              | Санкт-Петербург           | [ ГС 65 ]  |
| 57  | Врублевский Юлиан Адольфович         | 03.06.1910 — 15.11.2006 | Обмотчик Ленинградского электромашиностроительного объединения «Электросила» имени С. М. Кирова Министерства электротехнической промышленности СССР, гор. Ленинград                                                                              | 08.08.1966      | электропром        | Санкт-Петербург           | [ ГС 66 ]  |
| 58  | Гаврилов Илья Гаврилович             | 02.08.1900 — 02.1977    | Капитан теплохода «Вильнюс» Балтийского морского пароходства, гор. Ленинград | 21.06.1957      | транспорт          | *Ленинградская область    | [ ГС 67 ]  |
| 59  | Гаврилов Николай Емельянович         | 02.01.1929 — 23.07.2005 | Бригадир комплексной бригады передвижной механизированной колонны № 16 общестроительного треста № 18 «Ленуниверситетстрой» Главленинградстроя исполкома Ленинградского городского Совета народных депутатов                                      | 07.05.1982      | строительство      | *Чувашия                  | [ ГС 68 ]  |
| 60  | Гаврилова Екатерина Дмитриевна       | 1907—1975               | Бригадир полеводческой бригады свиноводческого совхоза «Ручьи» Министерства мясной и молочной промышленности СССР, Калининский район гор. Ленинграда                                                                                             | 03.11.1951      | сельхоз            | *Новгородская область     | [ ГС 69 ]  |
| 61  | Гаврюшина Зоя Фёдоровна              | род. 03.09.1925         | Бригадир карамельщиков 1-й кондитерской фабрики № 1 Ленинградского производственного объединения кондитерской промышленности «Ленкондпром» Министерства пищевой промышленности РСФСР                                                             | 21.07.1966      | пищепром           | Санкт-Петербург           | [ ГС 70 ]  |
| 62  | Гагарин Анатолий Павлович            | 29.04.1913 — 1980       | Начальник цеха Ленинградского государственного завода радиокерамики Министерства электронной промышленности СССР | 29.07.1966      | электронпром       | *Костромская область      | [ ГС 71 ]  |
| 63  | Гайлиш Евгений Антонович             | 27.09.1914 — 23.06.1980 | Главный инженер НИИ-34 Государственного комитета Совета Министров СССР по радиоэлектронике, гор. Ленинград | 17.06.1961      | электронпром       | Санкт-Петербург           | [ ГС 72 ]  |
| 64  | Галанкин Алексей Михайлович          | 27.06.1915 — 1979       | Машинист экскаватора Ленинградского специализированного управления треста «Гидроспецфундаментстрой» Министерства монтажных и специальных строительных работ СССР                                                                                 | 07.05.1971      | строительство      | *Калужская область        | [ ГС 73 ]  |
| 65  | Галахов Егор Михайлович              | 06.05.1907 — 14.07.1985 | Слесарь-механик завода № 794 Ленинградского совнархоза | 28.04.1963      | радиопром          | *Тверская область         | [ ГС 74 ]  |
| 66  | Гасанов Генрих Алиевич               | 08.07.1910 — 28.05.1973 | Начальник и главный конструктор бюро Балтийского судостроительного завода имени Серго Орджоникидзе Министерства судостроительной промышленности, гор. Ленинград                                                                                  | 30.03.1970      | судостроение       | *Дагестан                 | [ ГС 75 ]  |
| 67  | Гвоздарёв Василий Ионович            | род. 30.01.1924         | Бригадир комплексной бригады строительного треста № 47 «Кировстрой» Главзапстроя Министерства строительства СССР, гор. Ленинград | 05.09.1975      | строительство      | *Волгоградская область    | [ ГС 76 ]  |
| 68  | Героимов Антон Александрович         | 05.05.1918 — 30.01.2006 | Мастер дорожно-эксплуатационного участка управления автомобильной дороги Таллин — Ленинград — Выборг Министерства автомобильного транспорта и шоссейных дорог РСФСР, гор. Ленинград                                                              | 05.10.1966      | автодор            | *Гомельская область       | [ ГС 77 ]  |
| 69  | Глебов Игорь Алексеевич              | 21.01.1914 — 11.01.2002 | Директор Всесоюзного научно-исследовательского института электромашиностроения Министерства электротехнической промышленности СССР, уполномоченный Президиума Академии наук СССР по Ленинграду                                                   | 29.05.1981      | наука              | Санкт-Петербург           | [ ГС 78 ]  |
| 70  | Глуховской Корнелий Аркадьевич       | 08.05.1912 — 08.10.1988 | Начальник Главзапстроя Министерства строительства СССР, гор. Ленинград | 11.08.1978      | строительство      | *Киевская область         | [ ГС 79 ]  |
| 71  | Говорушин Константин Васильевич      | 11.11.1916 — 09.1989    | Слесарь Машиностроительного и металлургического Кировского завода Управления тяжёлой промышленности Ленинградского совнархоза | 28.04.1963      | оборонпром         | Санкт-Петербург           | [ ГС 80 ]  |
| 72  | Голенищев Алексей Никифорович        | 25.02.1910 — 29.07.1980 | Генеральный директор научно-производственного объединения «Позитрон» Министерства электронной промышленности СССР, гор. Ленинград | 26.04.1971      | электронпром       | *Архангельская область    | [ ГС 81 ]  |
| 73  | Голубков Алексей Ионович             | 17.08.1918 — ????       | Производитель работ Ленинградского монтажного управления треста «Севзапмонтажавтоматика» Министерства монтажных и специальных строительных работ СССР                                                                                            | 26.07.1966      | строительство      | *Костромская область      | [ ГС 82 ]  |
| 74  | Голухина Зинаида Ефимовна            | род. 30.12.1931         | Намотчица прядильно-ниточного комбината «Советская звезда» Министерства лёгкой промышленности РСФСР, гор. Ленинград | 05.04.1971      | легпром            | Санкт-Петербург           | [ ГС 83 ]  |
| 75  | Гора Надежда Петровна                | 29.10.1924 — ????       | Бригадир сборщиков Ленинградского производственного объединения «Красный треугольник» Министерства нефтеперерабатывающей и нефтехимической промышленности СССР                                                                                   | 28.05.1966      | нефтехимпром       | *Волгоградская область    | [ ГС 84 ]  |
| 76  | Горбачёв Игорь Олегович              | 20.10.1927 — 19.02.2003 | Главный режиссёр Ленинградского государственного академического театра драмы имени А. С. Пушкина | 23.06.1987      | культура           | Санкт-Петербург           | [ ГС 85 ]  |
| 77  | Горбунов Сергей Александрович        | 06.06.1917 — ????       | Токарь авторемонтного завода производственного объединения «Ленавторемонт» Министерства автомобильного транспорта РСФСР, гор. Ленинград | 04.05.1971      | транспорт          | *Таджикистан              | [ ГС 86 ]  |
| 78  | Городков Сергей Александрович        | 28.05.1923 — 02.09.1997 | Заместитель командира по лётной службе Ленинградского объединённого авиационного отряда Северного управления гражданской авиации Министерства гражданской авиации СССР                                                                           | 09.02.1973      | транспорт          | *Забайкальский край       | [ ГС 87 ]  |
| 79  | Горшелев Виктор Иванович             | 27.04.1913 — ????       | Мастер завода № 196 Министерства судостроительной промышленности СССР, гор. Ленинград | 25.07.1966      | судостроение       | Санкт-Петербург           | [ ГС 88 ]  |
| 80  | Горюнов Владимир Алексеевич          | 24.09.1910 — 27.10.1991 | Старший вальцовщик листопрокатного цеха Ижорского завода Ленинградского совнархоза | 19.07.1958      | машиностроение     | *Ленинградская область    | [ ГС 89 ]  |
| 81  | Гранин (Герман) Даниил Александрович | 01.01.1919 — 04.07.2017 | Писатель, общественный деятель, гор. Ленинград | 01.03.1989      | культура           | *Саратовская область      | [ ГС 90 ]  |
| 82  | Грибов Владимир Матвеевич            | 29.08.1909 — 13.06.1993 | Директор Центрального научно-исследовательского института «Электроприбор» Министерства судостроительной промышленности СССР, гор. Ленинград | 30.03.1970      | судостроение       | *Кировоградская область   | [ ГС 91 ]  |
| 83  | Грицкевич Анна Арсентьевна           | 07.02.1912 — 18.10.1998 | Обмотчица завода «Севкабель» Ленинградского совнархоза | 07.03.1960      | электропром        | Санкт-Петербург           | [ ГС 92 ]  |
| 84  | Громов Анатолий Матвеевич            | 03.10.1924 — 12.11.2015 | Главный конструктор радиоэлектронной аппаратуры научно-производственного объединения «Ленинец» Министерства радиопромышленности СССР, гор. Ленинград                                                                                             | 03.09.1981      | радиопром          | Санкт-Петербург           | [ ГС 93 ]  |
| 85  | Громов Геннадий Николаевич           | 26.11.1937 — 15.06.2004 | Генеральный конструктор — ответственный научно-технический руководитель научно-производственного объединения «Радиус» Министерства радиопромышленности СССР, гор. Ленинград                                                                      | 30.12.1990      | радиопром          | Санкт-Петербург           | [ ГС 94 ]  |
| 86  | Грудинин Виктор Фёдорович            | 20.03.1909 — 04.04.1969 | Начальник прокатного цеха Машиностроительного и металлургического Кировского завода Министерства оборонной промышленности СССР, гор. Ленинград                                                                                                   | 28.07.1966      | оборонпром         | Санкт-Петербург           | [ ГС 95 ]  |
| 87  | Груздев Александр Александрович      | 18.09.1909 — 10.09.2000 | Директор Ленинградского металлического завода имени XXII съезда КПСС Министерства тяжёлого, энергетического и транспортного машиностроения СССР                                                                                                  | 09.07.1966      | машиностроение     | *Новгородская область     | [ ГС 96 ]  |
| 88  | Гусев Дмитрий Иванович               | 1906—1979               | Механик по ремонту авиаприборов завода по ремонту авиационной техники Министерства обороны СССР, гор. Ленинград | 15.06.1971      | машиностроение     | *Тверская область         | [ ГС 97 ]  |
| 89  | Гусева Прасковья Владимировна        | род. 11.10.1921         | Раскройщица Ленинградского обувного объединения «Скороход» Министерства лёгкой промышленности РСФСР | 05.04.1971      | легпром            | *Тверская область         | [ ГС 98 ]  |
| 90  | Гутов Александр Иванович             | 17.11.1907 — 06.01.1982 | Директор Государственного союзного проектного института № 11 Министерства среднего машиностроения СССР, гор. Ленинград | 07.03.1962      | атомпром           | Санкт-Петербург           | [ ГС 99 ]  |
| 91  | Гущина Галина Алексеевна             | род. 30.05.1935         | Старший мастер Ленинградского конденсаторного завода «Кулон» Министерства электронной промышленности СССР | 08.09.1975      | электронпром       | Санкт-Петербург           | [ ГС 100 ] |
| 92  | Демидова Екатерина Яковлевна         | 03.06.1940 — 21.11.2018 | Ткачиха Ленинградской прядильно-ткацкой фабрики «Рабочий» Министерства текстильной промышленности РСФСР | 31.12.1973      | легпром            | *Псковская область        | [ ГС 101 ] |
| 93  | Джанелидзе Иустин Ивлианович         | 01.08.1883 — 14.01.1950 | Начальник кафедры госпитальной хирургии Военно-морской медицинской академии, академик Академии медицинских наук СССР, генерал-лейтенант медицинской службы, гор. Ленинград                                                                       | 06.03.1945      | наука              | *Грузия                   | [ ГС 102 ] |
| 94  | Дмитроченко Александр Петрович       | 01.09.1900 — 08.08.1981 | Заведующий кафедрой кормления сельскохозяйственных животных Ленинградского сельскохозяйственного института | 22.03.1966      | наука              | *Витебская область        | [ ГС 103 ] |
| 95  | Добышев Кондратий Филиппович         | 29.01.1908 — 1984       | Расточник завода «Большевик» Ленинградского совнархоза | 21.06.1957      | оборонпром         | *Витебская область        | [ ГС 104 ] |
| 96  | Долгополов Анатолий Александрович    | 13.11.1922 — 28.09.2002 | Бригадир слесарей-сборщиков конструкторского бюро Ленинградского завода «Россия» Министерства радиопромышленности СССР | 26.04.1971      | радиопром          | *Тверская область         | [ ГС 105 ] |
| 97  | Долгуничев Юрий Иванович             | 31.07.1926 — 2006       | Токарь Ленинградского завода точных электромеханических приборов Министерства авиационной промышленности СССР | 26.04.1971      | машиностроение     | *Карелия                  | [ ГС 106 ] |
| 98  | Дубнов Аркадий Алексеевич            | род. 05.08.1931         | Бригадир прессовщиков Ленинградского производственного объединения по обработке цветных металлов «Красный выборжец» Министерства цветной металлургии СССР                                                                                        | 25.09.1979      | металлургия        | *Смоленская область       | [ ГС 107 ] |
| 99  | Дудин Михаил Александрович           | 20.11.1916 — 31.12.1993 | Поэт, переводчик, общественный деятель, гор. Ленинград | 19.11.1976      | культура           | *Ивановская область       | [ ГС 108 ] |
| 100 | Егоров Георгий Данилович             | 19.07.1909 — 19.05.1965 | Бригадир сталеваров Государственного завода «Большевик» Ленинградского совнархоза | 21.05.1963      | оборонпром         | Санкт-Петербург           | [ ГС 109 ] |
| 101 | Егорова Елизавета Николаевна         | 13.02.1910 — ????       | Бригадир полеводческой бригады свиноводческого совхоза «Ручьи» Министерства мясной и молочной промышленности СССР, Всеволожский район Ленинградской области                                                                                      | 03.11.1951      | сельхоз            | *Тверская область         | [ ГС 110 ] |
| 102 | Егорова Федосья Ильинична            | 09.03.1909 — 1983       | Звеньевая свиноводческого совхоза «Ручьи» Министерства мясной и молочной промышленности СССР, Всеволожский район Ленинградской области | 03.11.1951      | сельхоз            | *Ленинградская область    | [ ГС 111 ] |
| 103 | Елисеев Василий Михайлович           | 22.03.1915 — 26.08.1977 | Паровозный машинист депо Ленинград-Финляндский паровозной колонны Народного Комиссариата путей сообщения СССР № 48 | 05.11.1943      | транспорт          | Санкт-Петербург           | [ ГС 112 ] |
| 104 | Елисеев Евгений Николаевич           | 19.09.1917 — 02.1990    | Старший машинист Ленинградского метрополитена имени В. И. Ленина | 20.12.1966      | транспорт          | *Новгородская область     | [ ГС 113 ] |
| 105 | Емельянов Владимир Александрович     | 15.07.1923 — 16.11.2015 | Директор судостроительного завода имени А. А. Жданова Министерства судостроительной промышленности СССР, гор. Ленинград | 16.07.1986      | судостроение       | Санкт-Петербург           | [ ГС 114 ] |
| 106 | Емельянов Лев Александрович          | 03.08.1925 — 01.09.1976 | Начальник партии экспедиции № 186 предприятия № 10 Главного управления геодезии и картографии при Совете Министров СССР, гор. Ленинград | 15.06.1971      | геодезия           | *Самарская область        | [ ГС 115 ] |
| 107 | Еремеев Александр Сергеевич          | 12.11.1897 — 1979       | Заместитель главного конструктора завода «Электросила» имени С. М. Кирова Ленинградского совнархоза | 21.06.1957      | электропром        | *Калужская область        | [ ГС 116 ] |
| 108 | Ермилов Дмитрий Макарович            | род. 09.01.1925         | Токарь-расточник опытного завода Ленинградского научно-производственного объединения «Азимут» Министерства судостроительной промышленности СССР                                                                                                  | 27.10.1976      | судостроение       | *Татарстан                | [ ГС 117 ] |
| 109 | Ефимов Павел Алексеевич              | 11.07.1908 — 29.05.1999 | Генеральный директор Ленинградского научно-производственного объединения «Электроавтоматика» Министерства авиационной промышленности СССР | 09.09.1976      | машиностроение     | *Новгородская область     | [ ГС 118 ] |
| 110 | Ефимова Евдокия Леонтьевна           | 14.08.1923 — 2006       | Ткачиха суконной фабрики «Ленсукно» Министерства лёгкой промышленности РСФСР, гор. Ленинград | 05.04.1971      | легпром            | *Новгородская область     | [ ГС 119 ] |
| 111 | Жирнов Иван Иванович                 | 05.07.1937 — 14.06.2006 | Токарь-карусельщик Балтийского судостроительного завода имени Серго Орджоникидзе Министерства судостроительной промышленности СССР, гор. Ленинград                                                                                               | 07.02.1985      | судостроение       | *Псковская область        | [ ГС 120 ] |
| 112 | Журавлёв Борис Александрович         | 23.07.1931 — 02.1997    | Электросварщик завода железобетонных изделий имени 40-летия комсомола Министерства промышленности строительных материалов СССР, гор. Ленинград                                                                                                   | 28.07.1966      | промстройматериалы | *Тверская область         | [ ГС 121 ] |
| 113 | Журков Серафим Николаевич            | 29.05.1905 — 18.09.1997 | Заведующий лабораторией физики прочности Физико-технического института имени А. Ф. Иоффе, академик Академии наук СССР, гор. Ленинград | 28.05.1975      | наука              | *Липецкая область         | [ ГС 122 ] |
| 114 | Заводов Константин Фёдорович         | 15.11.1928 — 2001       | Фрезеровщик Ленинградского электромеханического завода «Равенство» Министерства судостроительной промышленности СССР | 26.04.1971      | судостроение       | Санкт-Петербург           | [ ГС 123 ] |
| 115 | Загараева Галина Сергеевна           | 01.01.1937 — 15.11.2021 | Помощник мастера Ленинградской прядильной фабрики «Веретено» Министерства текстильной промышленности РСФСР | 17.03.1981      | легпром            | *Смоленская область       | [ ГС 124 ] |
| 116 | Загашев Виктор Иванович              | 06.03.1915 — 25.12.1996 | Наладчик машин 1-й Ленинградской имени Урицкого табачной фабрики Министерства пищевой промышленности РСФСР | 26.04.1971      | пищепром           | Санкт-Петербург           | [ ГС 125 ] |
| 117 | Зазнобин Николай Прокофьевич         | 07.12.1923 — 15.08.2001 | Директор городского профессионально-технического училища № 10, гор. Ленинград | 20.07.1971      | образование        | *Тверская область         | [ ГС 126 ] |
| 118 | Зайков Лев Николаевич                | 03.04.1923 — 07.01.2002 | Директор Ленинградского государственного завода «Новатор» Министерства радиопромышленности СССР | 26.04.1971      | радиопром          | *Тульская область         | [ ГС 127 ] |
| 119 | Зайцева Надежда Васильевна           | 15.08.1926 — 04.04.2009 | Бригадир совхоза «Ручьи» Всеволожского района Ленинградской области | 08.04.1971      | сельхоз            | *Псковская область        | [ ГС 128 ] |
| 120 | Зальцман Исаак Моисеевич             | 26.11.1906 — 17.07.1988 | Директор Машиностроительного и металлургического Кировского завода Народного Комиссариата танковой промышленности СССР, гор. Ленинград | 19.09.1941      | оборонпром         | *Винницкая область        | [ ГС 129 ] |
| 121 | Захаров Василий Фёдорович            | 24.07.1928 — 1995       | Токарь Ленинградского завода полиграфических машин Министерства машиностроения для лёгкой и пищевой промышленности и бытовых приборов СССР | 12.03.1976      | машиностроение     | *Тверская область         | [ ГС 130 ] |
| 122 | Захаров Иван Васильевич              | род. 24.09.1945         | Слесарь-сборщик производственного объединения «Кировский завод» Министерства оборонной промышленности СССР, гор. Ленинград | 16.05.1983      | оборонпром         | *Нижегородская область    | [ ГС 131 ] |
| 123 | Захаров Николай Герасимович          | 16.12.1925 — 13.02.2022 | Слесарь контрольно-измерительной аппаратуры и автоматики ленинградского завода «Радиоприбор» Министерства радиопромышленности СССР | 09.06.1977      | радиопром          | *Саратовская область      | [ ГС 132 ] |
| 124 | Захарова Татьяна Михайловна          | род. 21.01.1931         | Старшая аппаратчица Ленинградского завода слоистых пластиков Министерства химической промышленности СССР | 20.04.1971      | химпром            | *Липецкая область         | [ ГС 133 ] |
| 125 | Здобнов Николай Дмитриевич           | 15.06.1926 — 03.12.1979 | Бригадир комплексной бригады монтажников домостроительного комбината № 2 Главленинградстроя при исполкоме Ленинградского городского Совета депутатов трудящихся                                                                                  | 25.03.1971      | строительство      | *Ульяновская область      | [ ГС 134 ] |
| 126 | Зубков Иван Георгиевич               | 26.07.1904 — 28.06.1944 | Начальник Управления военно-восстановительных работ Ленинградского фронта, специалист в области транспортного строительства | 05.11.1943      | транспорт          | *Ставропольский край      | [ ГС 135 ] |
| 127 | Иванников Василий Иосифович          | 20.11.1918 — ????       | Бригадир монтёров телефонного узла управления Ленинградской городской телефонной станции Министерства связи СССР | 04.05.1971      | связь              | *Липецкая область         | [ ГС 136 ] |
| 128 | Иванов Василий Васильевич            | 24.09.1920 — ????       | Бригадир вальцовщиков Ленинградского сталепрокатного завода Министерства чёрной металлургии СССР | 22.03.1966      | металлургия        | *Псковская область        | [ ГС 137 ] |
| 129 | Иванов Владимир Сергеевич            | 10.09.1909 — 22.04.1982 | Регулировщик Ленинградского объединения «Красная Заря» Министерства радиопромышленности СССР | 29.07.1966      | радиопром          | *Ленинградская область    | [ ГС 138 ] |
| 130 | Иванов Гавриил Иванович              | 12.04.1922 — 27.02.2011 | Бригадир слесарей-сборщиков Центрального конструкторского бюро технологии и оборудования научно-производственного объединения «Позитрон» Министерства электронной промышленности СССР, гор. Ленинград                                            | 29.03.1976      | электронпром       | *Псковская область        | [ ГС 139 ] |
| 131 | Иванов Михаил Ильич                  | род. 24.09.1922         | Фрезеровщик Ленинградского оптико-механического объединения имени В. И. Ленина Министерства оборонной промышленности СССР | 28.07.1966      | оборонпром         | *Тверская область         | [ ГС 140 ] |
| 132 | Иванов Пётр Николаевич               | 12.07.1914 — 08.07.1976 | Слесарь-сборщик завода «Большевик» Ленинградского совнархоза | 17.06.1961      | оборонпром         | Санкт-Петербург           | [ ГС 141 ] |
| 133 | Иванов Сергей Александрович          | род. 25.08.1931         | Слесарь механосборочных работ завода «Светлана» Министерства электронной промышленности СССР, гор. Ленинград | 08.06.1977      | электронпром       | *Новгородская область     | [ ГС 142 ] |
| 134 | Ивыгин Геннадий Михайлович           | 04.01.1926 — 15.01.2004 | Токарь Ленинградского завода радиотехнического оборудования Министерства радиопромышленности СССР | 26.04.1971      | радиопром          | *Татарстан                | [ ГС 143 ] |
| 135 | Изотов Сергей Петрович               | 30.06.1917 — 06.05.1983 | Генеральный конструктор и директор Машиностроительного завода имени В. Я. Климова Министерства авиационной промышленности СССР, гор. Ленинград                                                                                                   | 29.08.1969      | машиностроение     | *Днепропетровская область | [ ГС 144 ] |
| 136 | Ильин Сергей Иванович                | род. 07.10.1928         | Сталевар Ижорского завода имени А. А. Жданова Министерства энергетического машиностроения СССР, гор. Ленинград | 27.02.1976      | машиностроение     | *Ленинградская область    | [ ГС 145 ] |
| 137 | Иоаннисиани Баграт Константинович    | 23.10.1911 — 10.12.1985 | Главный конструктор астрономических приборов Ленинградского оптико-механического объединения имени В. И. Ленина Министерства оборонной промышленности СССР                                                                                       | 28.04.1977      | оборонпром         | *Армения                  | [ ГС 146 ] |
| 138 | Иоффе Абрам Фёдорович                | 29.10.1880 — 14.10.1960 | Директор Института полупроводников Академии наук СССР, академик АН СССР, гор. Ленинград | 28.10.1955      | наука              | *Сумская область          | [ ГС 147 ] |
| 139 | Кадочников Павел Петрович            | 26.07.1915 — 02.05.1988 | Актёр киностудии «Ленфильм», народный артист СССР, гор. Ленинград | 26.07.1985      | культура           | Санкт-Петербург           | [ ГС 148 ] |
| 140 | Калашник Григорий Иванович           | 19.11.1914 — 07.10.1993 | Командир корабля Ил-18 Северного управления гражданской авиации Министерства гражданской авиации СССР, гор. Ленинград | 15.08.1966      | транспорт          | *Днепропетровская область | [ ГС 149 ] |
| 141 | Кальченко Николай Антонович          | 31.01.1911 — 23.10.1978 | Директор завода имени М. И. Калинина Министерства машиностроения СССР, гор. Ленинград | 06.11.1970      | оборонпром         | *Днепропетровская область | [ ГС 150 ] |
| 142 | Капранов Сергей Владимирович         | 21.02.1924 — 2012       | Слесарь-разметчик завода «Знамя Октября» Министерства судостроительной промышленности СССР, гор. Ленинград | 30.03.1970      | судостроение       | Санкт-Петербург           | [ ГС 151 ] |
| 143 | Капырин Георгий Ильич                | 29.01.1910 — 07.05.1982 | Директор ЦНИИ-48 Государственного комитета по судостроению СССР, гор. Ленинград | 28.04.1963      | судостроение       | *Северная Осетия          | [ ГС 152 ] |
| 144 | Караваева Эмма Павловна              | род. 08.05.1937         | Утюжильщица Ленинградского производственного швейного объединения имени М. М. Володарского Министерства текстильной промышленности РСФСР | 02.07.1984      | легпром            | Санкт-Петербург           | [ ГС 153 ] |
| 145 | Карасёв Владимир Якумович            | 15.04.1900 — 1967       | Токарь-наладчик Машиностроительного и металлургического Кировского завода Министерства оборонной промышленности СССР, гор. Ленинград | 21.06.1957      | оборонпром         | *Пензенская область       | [ ГС 154 ] |
| 146 | Кардаш Михаил Георгиевич             | 04.03.1888 — 13.11.1951 | Главный кондуктор 48-й паровозной колонны особого резерва Народного Комиссариата путей сообщения СССР Октябрьской железной дороги, гор. Ленинград                                                                                                | 05.11.1943      | транспорт          | *Польша                   | [ ГС 155 ] |
| 147 | Карпов Иван Васильевич               | 27.10.1912 — ????       | Бригадир штукатуров треста «Ленотделстрой» № 1, гор. Ленинград | 21.06.1957      | строительство      | *Калужская область        | [ ГС 156 ] |
| 148 | Касьянов Евгений Нилович             | 22.05.1935 — 29.09.1984 | Составитель поездов станции Ленинград-Товарный-Витебский Октябрьской железной дороги, гор. Ленинград | 02.04.1981      | транспорт          | *Псковская область        | [ ГС 157 ] |
| 149 | Каташевич Тамара Васильевна          | 23.02.1932 — 25.11.2016 | Старшая аппаратчица Ленинградского научно-производственного объединения «Пластполимер» Министерства химической промышленности СССР | 20.04.1971      | химпром            | *Ленинградская область    | [ ГС 158 ] |
| 150 | Кирпичников Валентин Сергеевич       | 14.08.1908 — 14.11.1991 | Научный консультант Института цитологии Академии наук СССР, гор. Ленинград | 16.10.1990      | наука              | *Костромская область      | [ ГС 159 ] |
| 151 | Кирсанова Нина Александровна         | 30.12.1898 — 16.07.1980 | Учительница средней школы № 24, гор. Ленинград | 07.03.1960      | образование        | Санкт-Петербург           | [ ГС 160 ] |
| 152 | Клопшин Яков Михайлович              | 09.04.1923 — 04.01.1992 | Бригадир электромонтажников управления «Севэлектромонтаж» треста «Гидроэлектромонтаж» Министерства энергетики и электрификации СССР, гор. Ленинград                                                                                              | 20.04.1971      | энергетика         | *Ленинградская область    | [ ГС 161 ] |
| 153 | Ковалёв Александр Поликарпович       | род. 20.03.1926         | Бригадир монтажников мостопоезда № 428 мостостроительного отряда № 77 мостостроительного треста № 6 Министерства транспортного строительства СССР, гор. Ленинград                                                                                | 07.05.1971      | строительство      | *Смоленская область       | [ ГС 162 ] |
| 154 | Ковалёв Николай Николаевич           | 22.02.1908 — 23.03.2003 | Главный конструктор турбин Ленинградского металлического завода Ленинградского совнархоза | 21.06.1957      | машиностроение     | *Полтавская область       | [ ГС 163 ] |
| 155 | Козлова Нина Сергеевна               | 24.09.1923 — ????       | Выборщица технических камней Петродворцового часового завода Министерства приборостроения, средств автоматизации и систем управления СССР, гор. Ленинград                                                                                        | 20.04.1971      | приборостроение    | *Ярославская область      | [ ГС 164 ] |
| 156 | Козловский Константин Игнатьевич     | 19.03.1904 — 12.1980    | Капитан теплохода Балтийского морского пароходства Министерства морского флота СССР, гор. Ленинград | 09.08.1963      | транспорт          | *Томская область          | [ ГС 165 ] |
| 157 | Колесников Иван Степанович           | 15.12.1901 — 18.05.1985 | Начальник кафедры термических поражений Военно-медицинской академии имени С. М. Кирова, академик Академии медицинских наук СССР, генерал-майор медицинской службы, гор. Ленинград                                                                | 19.11.1976      | наука              | *Воронежская область      | [ ГС 166 ] |
| 158 | Колпакова Ирина Александровна        | род. 22.05.1933         | Балерина Ленинградского государственного академического театра оперы и балета имени С. М. Кирова, народная артистка СССР | 01.07.1983      | культура           | Санкт-Петербург           | [ ГС 167 ] |
| 159 | Комиссаров Иван Николаевич           | 28.07.1912 — 1975       | Бригадир сдаточной команды завода № 5 Ленинградского совнархоза | 28.04.1963      | судостроение       | *Тверская область         | [ ГС 168 ] |
| 160 | Кононов Георгий Сергеевич            | 11.04.1932 — 04.04.2002 | Бригадир токарей Ленинградского машиностроительного завода имени Карла Маркса Ленинградского машиностроительного объединения имени Карла Маркса Министерства машиностроения для лёгкой и пищевой промышленности и бытовых приборов СССР          | 10.03.1981      | машиностроение     | *Ленинградская область    | [ ГС 169 ] |
| 161 | Константинов Борис Павлович          | 06.07.1910 — 09.07.1969 | Заведующий лабораторией Физико-технического института, гор. Ленинград | 04.01.1954      | наука              | Санкт-Петербург           | [ ГС 170 ] |
| 162 | Константинов Михаил Александрович    | род. 04.01.1930         | Токарь Ленинградского завода «Техприбор» Министерства авиационной промышленности СССР | 26.04.1971      | машиностроение     | *Псковская область        |            |
| 163 | Корнилов Николай Александрович       | 05.06.1930 — 29.05.2017 | Начальник антарктической станции Молодёжная, младший научный сотрудник Арктического и антарктического научно-исследовательского института, гор. Ленинград                                                                                        | 16.11.1970      | наука              | *Владимирская область     | [ ГС 171 ] |
| 164 | Коробов Николай Алексеевич           | 03.11.1929 — ????       | Токарь завода «Знамя Октября» Министерства судостроительной промышленности СССР, гор. Ленинград | 26.04.1971      | судостроение       | *Липецкая область         | [ ГС 172 ] |
| 165 | Королёв Всеволод Иванович            | 26.11.1922 — 12.05.2003 | Начальник Центрального артиллерийского полигона Министерства обороны СССР, генерал-майор, Ленинградская область | 18.02.1981      | оборона            | *Москва                   | [ ГС 173 ] |
| 166 | Короткевич Евгений Сергеевич         | 18.08.1918 — 01.02.1994 | Заместитель директора Арктического и антарктического научно-исследовательского института Государственного комитета СССР по гидрометеорологии и контролю природной среды, доктор географических наук, гор. Ленинград                              | 13.03.1981      | наука              | *Гомельская область       | [ ГС 174 ] |
| 167 | Коротков Алексей Андреевич           | 25.02.1910 — 05.02.1967 | Заведующий лабораторией Института высокомолекулярных соединений Академии наук СССР, член-корреспондент АН СССР, гор. Ленинград | 19.03.1963      | наука              | *Пермский край            | [ ГС 175 ] |
| 168 | Коршунов Михаил Леонтьевич           | 03.10.1921 — 23.04.1995 | Маневровый диспетчер станции Ленинград-Сортировочный-Московский Октябрьской железной дороги, гор. Ленинград | 01.08.1959      | транспорт          | *Смоленская область       | [ ГС 176 ] |
| 169 | Корытников Василий Петрович          | 31.12.1914 — 2005       | Бригадир слесарей-сборщиков завода «Арсенал» имени М. В. Фрунзе Министерства общего машиностроения СССР, гор. Ленинград | 26.07.1966      | машиностроение     | Санкт-Петербург           | [ ГС 177 ] |
| 170 | Костенко Михаил Полиевктович         | 28.12.1889 — 18.12.1976 | Электротехник, академик Академии наук СССР, гор. Ленинград | 31.12.1969      | наука              | *Белгородская область     | [ ГС 178 ] |
| 171 | Котин Жозеф Яковлевич                | 10.03.1908 — 21.10.1979 | Главный конструктор Машиностроительного и металлургического Кировского завода Народного Комиссариата танковой промышленности СССР, гор. Ленинград                                                                                                | 19.09.1941      | оборонпром         | *Днепропетровская область | [ ГС 179 ] |
| 172 | Котов Вениамин Алексеевич            | 14.01.1933 — 15.12.2020 | Токарь Ленинградского электромеханического завода имени А. А. Кулакова Министерства судостроительной промышленности СССР | 19.09.1977      | судостроение       | *Вологодская область      | [ ГС 180 ] |
| 173 | Котов Владимир Сергеевич             | 09.04.1911 — 12.09.1965 | Бригадир слесарей Канонерского судоремонтного завода Балтийского государственного морского пароходства Министерства морского флота СССР, гор. Ленинград                                                                                          | 03.08.1960      | транспорт          | Санкт-Петербург           | [ ГС 181 ] |
| 174 | Котова Валентина Ивановна            | 15.03.1933 — 04.08.2016 | Бригадир сборщиков ленинградского производственного объединения электронного приборостроения «Светлана» Министерства электронной промышленности СССР                                                                                             | 10.03.1981      | электронпром       | *Курская область          | [ ГС 182 ] |
| 175 | Кочетов Александр Андреевич          | 22.09.1926 — ????       | Слесарь-сборщик Ленинградского завода имени Коминтерна Министерства радиопромышленности СССР | 26.04.1971      | радиопром          | *Рязанская область        | [ ГС 183 ] |
| 176 | Кравцов Мифодий Акимович             | 27.04.1912 — ????       | Капитан-механик теплохода «Волго-Балт-102» Северо-Западного речного пароходства Министерства речного флота РСФСР, гор. Ленинград | 04.05.1971      | транспорт          | *Киевская область         | [ ГС 184 ] |
| 177 | Красикова Антонина Тимофеевна        | 21.09.1919 — 23.03.2014 | Ткачиха фабрики «Рабочий» Ленинградского совнархоза | 07.03.1960      | легпром            | *Ленинградская область    | [ ГС 185 ] |
| 178 | Краснов Фёдор Иванович               | 24.09.1916 — 1975       | Шофёр автоколонны № 1109 Главного Ленинградского управления автомобильного транспорта Министерства автомобильного транспорта и шоссейных дорог РСФСР                                                                                             | 05.10.1966      | автодор            | *Ленинградская область    | [ ГС 186 ] |
| 179 | Краснопеев Геннадий Иванович         | 12.04.1941 — 04.03.2025 | Сборщик Ленинградского Адмиралтейского объединения Министерства судостроительной промышленности СССР | 16.12.1981      | судостроение       | *Красноярский край        | [ ГС 187 ] |
| 180 | Кревин Валерий Петрович              | род. 31.05.1929         | Бригадир комплексной бригады строительного треста № 16 Главленинградстроя, гор. Ленинград | 17.07.1980      | строительство      | *Смоленская область       | [ ГС 188 ] |
| 181 | Крепс Евгений Михайлович             | 01.05.1899 — 04.10.1985 | Директор Института эволюционной физиологии имени И. М. Сеченова, академик Академии наук СССР, гор. Ленинград | 13.03.1969      | наука              | Санкт-Петербург           | [ ГС 189 ] |
| 182 | Кропоткин Виктор Андреевич           | 27.09.1915 — ????       | Начальник участка цеха Государственного завода «Большевик» Министерства общего машиностроения СССР, гор. Ленинград | 26.04.1971      | машиностроение     | Санкт-Петербург           | [ ГС 190 ] |
| 183 | Круглов Борис Семёнович              | 13.06.1928 — ????       | Регулировщик завода «Водтрансприбор» научно-производственного объединения «Океанприбор» Министерства судостроительной промышленности СССР, гор. Ленинград                                                                                        | 23.01.1978      | судостроение       | Санкт-Петербург           | [ ГС 191 ] |
| 184 | Крупчатников Михаил Яковлевич        | 05.07.1897 — 30.08.1947 | Конструктор проектно-конструкторского бюро завода «Большевик» Народного Комиссариата вооружения СССР, генерал-майор технических войск, гор. Ленинград                                                                                            | 28.10.1940      | оборонпром         | *Тверская область         | [ ГС 192 ] |
| 185 | Крылов Александр Григорьевич         | род. 08.10.1928         | Настройщик автоматов Ленинградского электромеханического завода «ЛЭМЗ» Министерства приборостроения, средств автоматизации и систем управления СССР                                                                                              | 20.04.1971      | приборостроение    | *Оренбургская область     | [ ГС 193 ] |
| 186 | Крылов Алексей Николаевич            | 15.08.1863 — 26.10.1945 | Член комиссии по научно-техническим военно-морским вопросам Академии наук СССР, академик АН СССР, гор. Ленинград | 13.07.1943      | судостроение       | *Чувашия                  | [ ГС 194 ] |
| 187 | Крылов Алексей Павлович              | род. 1923               | Работник предприятия Министерства электронной промышленности СССР, гор. Ленинград | 26.04.1971      | электронпром       | *Костромская область      |            |
| 188 | Кубышкин Василий Андреевич           | 01.05.1915 — ????       | Слесарь-ремонтник управления механизации строительства № 104 Министерства обороны СССР, гор. Ленинград | 29.07.1966      | строительство      | *Ярославская область      | [ ГС 195 ] |
| 189 | Кудрявцев Борис Иванович             | 22.01.1937 — 11.11.2016 | Боцман теплохода «Владимир Ильич» Балтийского морского пароходства Министерства морского флота СССР, гор. Ленинград | 20.07.1984      | транспорт          | Санкт-Петербург           | [ ГС 196 ] |
| 190 | Кузнецов Григорий Ефимович           | 15.10.1924 — 2009       | Слесарь Ленинградского завода «Электроаппарат» Министерства электротехнической промышленности СССР | 08.08.1966      | электропром        | *Новгородская область     | [ ГС 197 ] |
| 191 | Кузнецов Иван Васильевич             | 14.10.1924 — ????       | Крановщик Ленинградского морского торгового порта Министерства морского флота СССР | 03.08.1960      | транспорт          | *Новгородская область     | [ ГС 198 ] |
| 192 | Кузнецов Яков Яковлевич              | 06.10.1911 — 27.08.1986 | Директор Балтийского завода Министерства судостроительной промышленности СССР, гор. Ленинград | 25.07.1966      | судостроение       | *Рязанская область        | [ ГС 199 ] |
| 193 | Кузьмин Николай Иванович             | 15.10.1932 — 22.08.2020 | Старший мастер Ленинградского судостроительного завода имени А. А. Жданова Министерства судостроительной промышленности СССР | 16.01.1974      | судостроение       | *Тверская область         | [ ГС 200 ] |
| 194 | Кукин Василий Иванович               | 03.01.1916 — ????       | Машинист экскаватора треста «Строймеханизация-2» Главленинградстроя при исполкоме Ленинградского городского Совета депутатов трудящихся | 09.08.1958      | строительство      | *Ленинградская область    | [ ГС 201 ] |
| 195 | Куприянов Пётр Андреевич             | 08.02.1893 — 13.03.1963 | Начальник кафедры хирургии Военно-медицинской академии имени С. М. Кирова, генерал-лейтенант медицинской службы, гор. Ленинград | 07.02.1963      | наука              | Санкт-Петербург           | [ ГС 202 ] |
| 196 | Курмаков Леонид Иванович             | род. 21.01.1940         | Токарь Пролетарского завода научно-производственного объединения «Пролетарский завод» Министерства судостроительной промышленности СССР, гор. Ленинград                                                                                          | 08.08.1986      | судостроение       | *Вологодская область      | [ ГС 203 ] |
| 197 | Курова Дарья Александровна           | 23.02.1921 — ????       | Регулировщица Ленинградского производственно-технического объединения «Новатор» Министерства радиопромышленности СССР | 16.01.1974      | радиопром          | *Тверская область         | [ ГС 204 ] |
| 198 | Лавров Кирилл Юрьевич                | 15.09.1925 — 27.04.2007 | Актёр Ленинградского академического Большого драматического театра имени М. Горького, народный артист СССР | 13.09.1985      | культура           | Санкт-Петербург           | [ ГС 205 ] |
| 199 | Лактюшкин Алексей Александрович      | 24.09.1906 — 17.05.1989 | Управляющий трестом «Сантехмонтаж-62» Главленинградстроя при исполкоме Ленинградского городского Совета депутатов трудящихся | 25.03.1971      | строительство      | *Тамбовская область       | [ ГС 206 ] |
| 200 | Лаптева Наталья Фёдоровна            | 14.09.1920 — ????       | Ткачиха комбината тонких и технических сукон имени Тельмана Министерства лёгкой промышленности РСФСР, гор. Ленинград | 09.06.1966      | легпром            | *Смоленская область       | [ ГС 207 ] |
| 201 | Ларин Иван Васильевич                | 10.06.1889 — 04.05.1972 | Профессор-консультант кафедры луговодства Ленинградского сельскохозяйственного института, академик Всесоюзной академии сельскохозяйственных наук имени В. И. Ленина                                                                              | 23.06.1966      | наука              | *Саратовская область      | [ ГС 208 ] |
| 202 | Лебедев Александр Алексеевич         | 27.11.1893 — 15.03.1969 | Начальник отдела Государственного оптического института Министерства оборонной промышленности СССР, академик Академии наук СССР, гор. Ленинград                                                                                                  | 21.06.1957      | наука              | *Литва                    | [ ГС 209 ] |
| 203 | Лебедев Евгений Алексеевич           | 15.01.1917 — 09.06.1997 | Актёр Ленинградского академического Большого драматического театра имени М. Горького, народный артист СССР | 23.06.1987      | культура           | *Саратовская область      | [ ГС 210 ] |
| 204 | Лебедев Евгений Иванович             | 23.12.1923 — 18.02.1974 | Шлифовщик Ленинградского машиностроительного и металлургического Кировского завода Министерства оборонной промышленности СССР | 26.04.1971      | оборонпром         | *Тверская область         | [ ГС 211 ] |
| 205 | Лебедев Иван Матвеевич               | 10.01.1929 — 20.08.2015 | Бригадир треста «Стальконструкция» Министерства монтажных и специальных строительных работ СССР, гор. Ленинград | 06.06.1975      | строительство      | *Тверская область         | [ ГС 212 ] |
| 206 | Лебедев Николай Сергеевич            | род. 19.12.1934         | Токарь-расточник Ленинградского станкостроительного завода имени Я. М. Свердлова Ленинградского станкостроительного производственного объединения имени Я. М. Свердлова Министерства станкостроительной и инструментальной промышленности СССР   | 11.03.1981      | станкостроение     | *Тверская область         | [ ГС 213 ] |
| 207 | Лебедев Сергей Максимович            | 17.12.1902 — 07.01.1961 | Старший мастер мартеновского цеха Машиностроительного и металлургического Кировского завода Управления тяжёлой промышленности Ленинградского совнархоза                                                                                          | 19.07.1958      | оборонпром         | *Псковская область        | [ ГС 214 ] |
| 208 | Лебедева Евдокия Алексеевна          | 21.09.1918 — ????       | Токарь Ленинградского завода «Электрик» Министерства электротехнической промышленности СССР | 20.04.1971      | электропром        | *Тверская область         | [ ГС 215 ] |
| 209 | Лецкий Павел Петрович                | 01.07.1918 — 2003       | Бригадир судосборщиков Ленинградского судостроительного завода имени А. А. Жданова Министерства судостроительной промышленности СССР | 25.07.1966      | судостроение       | *Псковская область        | [ ГС 216 ] |
| 210 | Ливенцов Иван Николаевич             | 30.06.1904 — 20.08.1977 | Директор Ленинградского завода имени Козицкого Министерства радиопромышленности СССР | 29.07.1966      | радиопром          | *Курская область          | [ ГС 217 ] |
| 211 | Линник Владимир Павлович             | 06.07.1889 — 09.07.1984 | Начальник отдела Государственного оптического института Министерства оборонной промышленности СССР, профессор Ленинградского института точной механики и оптики, академик Академии наук СССР                                                     | 04.07.1969      | наука              | *Харьковская область      | [ ГС 218 ] |
| 212 | Линник Юрий Владимирович             | 08.01.1915 — 30.06.1972 | Научный сотрудник Математического института имени В. А. Стеклова, профессор Ленинградского государственного университета имени А. А. Жданова, академик Академии наук СССР                                                                        | 13.03.1969      | наука              | *Киевская область         | [ ГС 219 ] |
| 213 | Липатов Тимофей Иванович             | 15.03.1888 — 01.05.1959 | Заместитель командира крейсера «Аврора», гор. Ленинград | 21.06.1957      | оборона            | *Пензенская область       | [ ГС 220 ] |
| 214 | Лихачёв Дмитрий Сергеевич            | 28.11.1906 — 30.09.1999 | Заведующий отделом древнерусской литературы Института русской литературы Академии наук СССР, академик АН СССР, гор. Ленинград | 27.11.1986      | наука              | Санкт-Петербург           | [ ГС 221 ] |
| 215 | Лозин Тимофей Ермолаевич             | 05.03.1927 — 01.03.2010 | Бригадир комплексной бригады управления начальника работ № 13 строительного треста № 87 Главленинградстроя при исполкоме Ленинградского городского Совета народных депутатов                                                                     | 19.03.1981      | строительство      | *Новгородская область     | [ ГС 222 ] |
| 216 | Лохматиков Георгий Прокопьевич       | 20.05.1929 — 12.11.2002 | Управляющий Всесоюзным государственным специализированным трестом по монтажу гидросилового оборудования «Спецгидроэнергомонтаж» Министерства энергетики и электрификации СССР, гор. Ленинград                                                    | 29.04.1986      | энергетика         | *Воронежская область      | [ ГС 223 ] |
| 217 | Лыткина Мария Алексеевна             | 31.07.1933 — 13.04.2021 | Бригадир конвейера Ленинградского производственного объединения «Красный треугольник» Министерства нефтеперерабатывающей и нефтехимической промышленности СССР                                                                                   | 20.04.1971      | нефтехимпром       | *Рязанская область        | [ ГС 224 ] |
| 218 | Лягин Александр Иванович             | 27.11.1904 — ????       | Плавильщик завода «Красный выборжец» Ленинградского совнархоза | 21.06.1957      | машиностроение     | *Тверская область         | [ ГС 225 ] |
| 219 | Майоров Павел Алексеевич             | род. 11.03.1917         | Капитан турбоэлектрохода «Балтика» Балтийского морского пароходства Министерства морского флота СССР, гор. Ленинград | 09.08.1963      | транспорт          | *Новгородская область     | [ ГС 226 ] |
| 220 | Малышев Алексей Александрович        | 02.07.1938 — 05.02.2020 | Бригадир проходчиков строительно-монтажного управления № 15 Управления строительства Ленинградского метрополитена Министерства транспортного строительства СССР                                                                                  | 08.06.1983      | строительство      | *Липецкая область         | [ ГС 227 ] |
| 221 | Мамкин Вячеслав Андреевич            | 23.11.1929 — 15.10.1991 | Бригадир сталеваров Государственного завода «Большевик» Министерства общего машиностроения СССР, гор. Ленинград | 26.04.1971      | машиностроение     | *Воронежская область      | [ ГС 228 ] |
| 222 | Мамлев Андрей Дмитриевич             | 01.09.1924 — 2012       | Бригадир слесарей Адмиралтейского завода Министерства судостроительной промышленности, гор. Ленинград | 26.04.1971      | судостроение       | *Тверская область         | [ ГС 229 ] |
| 223 | Мамышева Евдокия Владимировна        | 14.03.1916 — 26.04.2001 | Главный врач больницы имени В. В. Куйбышева, гор. Ленинград | 04.02.1969      | здравоохранение    | *Гродненская область      | [ ГС 230 ] |
| 224 | Маринич Аркадий Васильевич           | 18.12.1909 — 23.07.1989 | Главный конструктор проекта Невского проектно-конструкторского бюро Министерства судостроительной промышленности СССР, гор. Ленинград | 19.09.1977      | судостроение       | *Черниговская область     | [ ГС 231 ] |
| 225 | Марковский Александр Павлович        | 02.09.1900 — 17.10.1988 | Заведующий сектором Всесоюзного научно-исследовательского геологического института Министерства геологии СССР, гор. Ленинград | 20.04.1971      | геология           | *Липецкая область         | [ ГС 232 ] |
| 226 | Мартьянов Юрий Андреевич             | 02.02.1930 — 22.05.2006 | Бригадир модельщиков производственного объединения «Невский завод» имени В. И. Ленина Министерства энергетического машиностроения СССР, гор. Ленинград                                                                                           | 11.03.1981      | машиностроение     | *Тверская область         | [ ГС 233 ] |
| 227 | Матвеев Гавриил Алексеевич           | 23.02.1918 — 17.01.2009 | Директор Центрального научно-исследовательского института имени академика Крылова, профессор, гор. Ленинград | 16.12.1981      | судостроение       | *Смоленская область       | [ ГС 234 ] |
| 228 | Меншутин Алексей Алексеевич          | 13.03.1916 — 18.03.1999 | Генеральный директор Ленинградского производственного объединения «Красногвардеец» Министерства медицинской промышленности СССР | 29.05.1981      | медпром            | *Тверская область         | [ ГС 235 ] |
| 229 | Метёлкин Юрий Александрович          | 03.07.1926 — ????       | Фрезеровщик Ленинградского оптико-механического объединения Министерства оборонной промышленности СССР, гор. Ленинград | 16.01.1974      | оборонпром         | Санкт-Петербург           | [ ГС 236 ] |
| 230 | Мещанинов Иван Иванович              | 05.12.1883 — 16.01.1967 | Директор Института языка и мышления Академии наук СССР, академик-секретарь Отделения литературы и языка АН СССР, академик АН СССР, гор. Ленинград                                                                                                | 10.06.1945      | наука              | *Башкортостан             | [ ГС 237 ] |
| 231 | Мигалкин Анатолий Николаевич         | 16.04.1938 — 15.08.2007 | Пилот-инструктор Ленинградского управления гражданской авиации Министерства гражданской авиации СССР | 15.06.1984      | транспорт          | *Архангельская область    | [ ГС 238 ] |
| 232 | Милеант Сергей Сергеевич             | 22.04.1926 — 1979       | Водолаз треста «Севзапморгидрострой» на строительстве Куйбышевской ГЭС, гор. Ленинград | 09.08.1958      | энергетика         | Санкт-Петербург           | [ ГС 239 ] |
| 233 | Мирошников Александр Карпович        | 15.10.1890 — 26.04.1967 | Начальник цеха Машиностроительного и металлургического Кировского завода Министерства оборонной промышленности СССР, гор. Ленинград | 21.06.1957      | оборонпром         | *Белгородская область     | [ ГС 240 ] |
| 234 | Мирошников Михаил Михайлович         | 03.09.1926 — 31.05.2020 | Директор Государственного оптического института имени С. И. Вавилова Министерства оборонной промышленности СССР, профессор Ленинградского института точной механики и оптики                                                                     | 29.03.1976      | наука              | *Ташкентская область      | [ ГС 241 ] |
| 235 | Михайлов Александр Александрович     | 26.04.1888 — 29.09.1983 | Старший научный сотрудник-консультант Главной астрономической Пулковской обсерватории Академии наук СССР, академик АН СССР, гор. Ленинград | 25.04.1978      | наука              | *Тамбовская область       | [ ГС 242 ] |
| 236 | Михайлов Василий Михайлович          | 07.01.1891 — 31.10.1976 | Кузнец Балтийского завода Министерства судостроительной промышленности СССР, гор. Ленинград | 21.06.1957      | судостроение       | *Тверская область         | [ ГС 243 ] |
| 237 | Михайлов Николай Михайлович          | род. 16.01.1924         | Станочник завода «Арсенал» имени М. В. Фрунзе Министерства общего машиностроения СССР, гор. Ленинград | 26.04.1971      | машиностроение     | *Псковская область        | [ ГС 244 ] |
| 238 | Моисеенко Евсей Евсеевич             | 28.08.1916 — 29.11.1988 | Художник, педагог, живописец и график, народный артист СССР, гор. Ленинград | 28.08.1986      | культура           | *Гомельская область       | [ ГС 245 ] |
| 239 | Молодцова Мария Васильевна           | 24.09.1927 — 1982       | Вязальщица трикотажно-чулочной фабрики «Красное знамя» Министерства лёгкой промышленности РСФСР, гор. Ленинград | 09.06.1966      | легпром            | *Рязанская область        | [ ГС 246 ] |
| 240 | Молчанов Николай Семёнович           | 20.05.1899 — 28.01.1972 | Главный терапевт Министерства обороны СССР, генерал-лейтенант медицинской службы, гор. Ленинград | 23.05.1969      | наука              | *Псковская область        | [ ГС 247 ] |
| 241 | Морозов Александр Николаевич         | 25.08.1925 — 28.05.2011 | Фрезеровщик Ленинградского электромашиностроительного завода «Электросила» имени С. М. Кирова Министерства электротехнической промышленности СССР                                                                                                | 20.04.1971      | электропром        | *Ярославская область      | [ ГС 248 ] |
| 242 | Морозов Иван Васильевич              | 21.09.1926 — 26.08.2021 | Токарь Ленинградского металлического завода имени XXII съезда КПСС Министерства тяжёлого, энергетического и транспортного машиностроения СССР | 09.07.1966      | машиностроение     | *Смоленская область       | [ ГС 249 ] |
| 243 | Морозов Иван Сергеевич               | 09.01.1919 — ????       | Зуборез Государственного завода «Большевик» Ленинградского совнархоза | 21.05.1963      | оборонпром         | *Тверская область         | [ ГС 250 ] |
| 244 | Моряков Евгений Николаевич           | 04.05.1932 — 1998       | Токарь Ленинградского завода строительных машин Министерства строительного, дорожного и коммунального машиностроения СССР | 03.01.1974      | машиностроение     | *Ярославская область      | [ ГС 251 ] |
| 245 | Московская Галина Михайловна         | 26.04.1916 — 05.07.1975 | Заведующая лабораторией Ленинградского объединения электронного приборостроения «Светлана» Министерства электронной промышленности СССР | 29.01.1966      | электронпром       | Санкт-Петербург           | [ ГС 252 ] |
| 246 | Мравинский Евгений Александрович     | 04.06.1903 — 19.01.1988 | Дирижёр симфонического оркестра Ленинградской филармонии | 04.06.1973      | культура           | Санкт-Петербург           | [ ГС 253 ] |
| 247 | Мыльников Андрей Андреевич           | 22.02.1919 — 16.05.2012 | Академик Академии художеств СССР, заведующий кафедрой Института живописи, скульптуры и архитектуры имени И. Е. Репина, гор. Ленинград | 26.02.1990      | культура           | *Саратовская область      | [ ГС 254 ] |
| 248 | Мясников Александр Николаевич        | 26.10.1910 — 1984       | Старший вальцовщик прокатного стана завода «Большевик», гор. Ленинград | 19.07.1958      | оборонпром         | Санкт-Петербург           | [ ГС 255 ] |
| 249 | Наливкин Дмитрий Васильевич          | 25.08.1889 — 02.03.1982 | Академик Академии наук СССР, заведующий кафедрой Ленинградского горного института | 29.04.1963      | наука              | Санкт-Петербург           | [ ГС 256 ] |
| 250 | Наместников Николай Егорович         | 20.12.1927 — 1995       | Формовщик Ленинградского механического завода имени Карла Либкнехта Министерства машиностроения СССР | 26.04.1971      | оборонпром         | *Псковская область        | [ ГС 257 ] |
| 251 | Неганов Василий Иванович             | 29.12.1899 — 28.12.1978 | Конструктор Центрального конструкторского бюро № 15 Государственного комитета Совета Министров СССР по судостроению, главный конструктор атомного ледокола «Ленин», гор. Ленинград                                                               | 14.05.1960      | судостроение       | *Кировская область        | [ ГС 258 ] |
| 252 | Нефёдова Нина Григорьевна            | 07.11.1926 — ????       | Аппаратчица завода «Красный химик» Министерства химической промышленности СССР, гор. Ленинград | 28.05.1966      | химпром            | *Тверская область         | [ ГС 259 ] |
| 253 | Никандрова Анна Тимофеевна           | 14.07.1919 — ????       | Сборщица покрышек Ленинградского производственного объединения «Красный треугольник» Министерства нефтеперерабатывающей и нефтехимической промышленности СССР                                                                                    | 28.05.1966      | нефтехимпром       | *Ленинградская область    | [ ГС 260 ] |
| 254 | Никитина Мария Никитична             | 16.01.1908 — 1985       | Звеньевая свиноводческого совхоза «Ручьи» Министерства мясной и молочной промышленности СССР, Всеволожский район Ленинградской области | 01.06.1949      | сельхоз            | *Ленинградская область    | [ ГС 261 ] |
| 255 | Никифоров Иван Васильевич            | 13.05.1905 — 1977       | Начальник монтажного управления треста «Спецгидроэнергомонтаж» Министерства электростанций СССР, гор. Ленинград | 09.08.1958      | энергетика         | *Ленинградская область    | [ ГС 262 ] |
| 256 | Николаев Павел Фёдорович             | 20.12.1921 — 07.09.2011 | Бригадир бетонщиков строительного управления № 237 треста № 35 «Ижорстрой», гор. Ленинград | 11.08.1966      | строительство      | *Тверская область         | [ ГС 263 ] |
| 257 | Никольский Борис Петрович            | 14.10.1900 — 04.01.1990 | Физикохимик, академик Академии наук СССР, гор. Ленинград | 27.10.1970      | наука              | *Татарстан                | [ ГС 264 ] |
| 258 | Новожилов Валентин Валентинович      | 18.05.1910 — 14.06.1987 | Профессор Ленинградского государственного университета имени А. А. Жданова, академик Академии наук СССР | 13.03.1969      | наука              | *Польша                   | [ ГС 265 ] |
| 259 | Носов Валентин Петрович              | 12.12.1924 — 09.12.2009 | Токарь гидротурбинного цеха № 19 Ленинградского металлического завода имени XXII съезда КПСС Министерства тяжёлого, энергетического и транспортного машиностроения СССР, гор. Ленинград                                                          | 05.04.1971      | машиностроение     | *Курская область          | [ ГС 266 ] |
| 260 | Овсянников Феликс Васильевич         | 13.06.1928 — 19.02.2002 | Слесарь-наладчик Ленинградского конденсаторного завода «Кулон» Министерства электронной промышленности СССР | 16.01.1974      | электронпром       | *Вологодская область      | [ ГС 267 ] |
| 261 | Оганов Арам Михайлович               | 09.10.1925 — 26.09.2008 | Капитан теплохода «Александр Пушкин» Балтийского морского пароходства Министерства морского флота СССР, гор. Ленинград | 04.05.1971      | транспорт          | *Азербайджан              | [ ГС 268 ] |
| 262 | Орбели Леон Абгарович                | 07.07.1882 — 09.12.1958 | Вице-президент Академии наук СССР, академик Академии медицинских наук СССР, начальник Военно-медицинской академии имени С. М. Кирова, генерал-полковник медицинской службы, гор. Ленинград                                                       | 10.06.1945      | наука              | *Армения                  | [ ГС 269 ] |
| 263 | Осинцев Михаил Александрович         | 22.10.1907 — 02.06.1968 | Начальник Октябрьской железной дороги, гор. Ленинград | 01.08.1959      | транспорт          | *Башкортостан             | [ ГС 270 ] |
| 264 | Павленко Владимир Антонович          | 29.01.1917 — 10.02.1997 | Главный конструктор, начальник Специального конструкторского бюро аналитического приборостроения Академии наук СССР, гор. Ленинград | 09.02.1977      | наука              | *Амурская область         | [ ГС 271 ] |
| 265 | Павлов Виктор Владимирович           | 07.08.1923 — 22.09.2014 | Генеральный директор Ленинградского научно-производственного объединения «Гранит» — директор Центрального научно-исследовательского института «Гранит» Министерства судостроительной промышленности СССР                                         | 02.02.1984      | судостроение       | *Гомельская область       | [ ГС 272 ] |
| 266 | Павловский Евгений Никанорович       | 05.03.1884 — 27.05.1965 | Президент Всесоюзного энтомологического общества, президент Географического общества СССР, академик Академии наук СССР и Академии медицинских наук СССР, генерал-лейтенант медицинской службы, гор. Ленинград                                    | 04.03.1964      | наука              | *Белгородская область     | [ ГС 273 ] |
| 267 | Пальмов Николай Николаевич           | 09.08.1901 — 05.06.1982 | Главный инженер Государственного союзного конструкторского бюро № 678 имени Коминтерна Министерства радиопромышленности СССР, гор. Ленинград | 29.07.1966      | радиопром          | *Московская область       | [ ГС 274 ] |
| 268 | Пахолков Георгий Александрович       | 01.04.1918 — 24.06.1999 | Заместитель директора по научной работе Всесоюзного научно-исследовательского института радиоаппаратуры Министерства радиопромышленности СССР, гор. Ленинград                                                                                    | 19.09.1977      | радиопром          | *Вологодская область      | [ ГС 275 ] |
| 269 | Перевозчиков Андрей Егорович         | 24.09.1908 — 07.08.1978 | Начальник — главный конструктор Центрального конструкторского бюро «Айсберг» Министерства судостроительной промышленности СССР, гор. Ленинград                                                                                                   | 07.01.1976      | судостроение       | *Свердловская область     | [ ГС 276 ] |
| 270 | Перегудов Владимир Николаевич        | 28.06.1902 — 09.1967    | Главный конструктор СКБ-143 Государственного комитета Совета Министров СССР по судостроению, капитан 1-го ранга, гор. Ленинград | 23.07.1959      | судостроение       | *Саратовская область      | [ ГС 277 ] |
| 271 | Першин Николай Иванович              | 03.11.1904 — 1974       | Токарь-карусельщик завода «Электросила» имени С. М. Кирова Ленинградского совнархоза | 21.06.1957      | электропром        | *Вологодская область      | [ ГС 278 ] |
| 272 | Перьков Александр Кузьмич            | 31.08.1912 — 12.04.1993 | Начальник — главный конструктор «Северного проектно-конструкторского бюро» Министерства судостроительной промышленности СССР, гор. Ленинград | 18.02.1975      | судостроение       | Санкт-Петербург           | [ ГС 279 ] |
| 273 | Петров Владимир Владимирович         | 21.05.1921 — ????       | Слесарь Ленинградского производственного объединения «Красногвардеец» Министерства медицинской промышленности СССР | 20.07.1971      | медпром            | *Костромская область      | [ ГС 280 ] |
| 274 | Петров Евгений Николаевич            | род. 18.06.1939         | Бригадир комплексной бригады радиорегулировщиков Ленинградского завода радиотехнического оборудования Министерства радиопромышленности СССР | 27.10.1981      | радиопром          | Санкт-Петербург           | [ ГС 281 ] |
| 275 | Петров Иван Григорьевич              | 09.01.1921 — 28.05.1984 | Начальник 16-й Советской антарктической экспедиции, сотрудник Арктического и антарктического научно-исследовательского института, гор. Ленинград                                                                                                 | 16.11.1970      | наука              | *Ленинградская область    | [ ГС 282 ] |
| 276 | Петров Иван Петрович                 | 23.12.1905 — ????       | Старший производитель работ строительного треста № 16 Главленинградстроя при Ленинградского городского Совета депутатов трудящихся | 09.08.1958      | строительство      | *Псковская область        | [ ГС 283 ] |
| 277 | Петров Николай Николаевич            | 14.12.1876 — 02.03.1964 | Руководитель Научно-исследовательского института онкологии, академик Академии медицинских наук СССР, гор. Ленинград | 22.04.1957      | наука              | Санкт-Петербург           | [ ГС 284 ] |
| 278 | Петропавловский Борис Сергеевич      | 26.05.1898 — 06.11.1933 | Главный инженер Ленинградского отделения Реактивного научно-исследовательского института Народного комиссариата тяжёлой промышленности СССР | 21.06.1991      | оборонпром         | *Курская область          | [ ГС 285 ] |
| 279 | Пехтин Алексей Иванович              | 02.06.1922 — 1996       | Слесарь-инструментальщик Научно-исследовательского института «Гириконд» Министерства электронной промышленности СССР, гор. Ленинград | 29.07.1966      | электронпром       | *Ярославская область      | [ ГС 286 ] |
| 280 | Пиотровский Борис Борисович          | 14.02.1908 — 15.10.1990 | Директор Государственного Эрмитажа, академик Академии наук СССР, гор. Ленинград | 25.02.1983      | культура           | Санкт-Петербург           | [ ГС 287 ] |
| 281 | Пихурова Прасковья Ефимовна          | род. 02.10.1920         | Бригадир комплексной бригады завода «Баррикада» Главленстройматериалов Ленинградского городского Совета депутатов трудящихся | 25.03.1971      | промстройматериалы | *Тверская область         | [ ГС 288 ] |
| 282 | Поварушкина Нина Павловна            | 26.10.1926 — 11.04.2017 | Заместитель главного врача детской поликлиники № 2 гор. Ленинграда | 23.10.1978      | здравоохранение    | *Ярославская область      | [ ГС 289 ] |
| 283 | Погорелов Виктор Григорьевич         | 12.08.1926 — 10.01.2012 | Шлифовщик научно-производственного объединения «Ленинец» Министерства радиопромышленности СССР, гор. Ленинград | 29.03.1976      | радиопром          | *Рязанская область        | [ ГС 290 ] |
| 284 | Подболотов Сергей Григорьевич        | 24.09.1921 — 20.05.1972 | Слесарь-инструментальщик завода «Вибратор» Министерства приборостроения, средств автоматизации и систем управления СССР, гор. Ленинград | 02.07.1966      | приборостроение    | Санкт-Петербург           | [ ГС 291 ] |
| 285 | Подвойский Борис Устинович           | 02.05.1926 — 30.10.2020 | Мастер локомотивного депо Ленинград-пассажирский-Московский Октябрьской железной дороги, гор. Ленинград | 04.08.1966      | транспорт          | Санкт-Петербург           | [ ГС 292 ] |
| 286 | Полянский Юрий Иванович              | 15.03.1904 — 26.06.1993 | Заведующий лабораторией цитологии одноклеточных организмов Института цитологии Академии наук СССР, член-корреспондент Академии наук СССР, гор. Ленинград                                                                                         | 16.10.1990      | наука              | Санкт-Петербург           | [ ГС 293 ] |
| 287 | Пономарёв Валериан Корнельевич       | 07.08.1898 — 18.07.1955 | Начальник Центрального конструкторского бюро № 22 Народного комиссариата оборонной промышленности СССР, генерал-майор инженерно-артиллерийской службы, гор. Ленинград                                                                            | 16.09.1945      | оборонпром         | *Чувашия                  | [ ГС 294 ] |
| 288 | Попов Николай Сергеевич              | 14.12.1931 — 04.02.2008 | Главный конструктор производственного объединения «Кировский завод» Министерства оборонной промышленности СССР, гор. Ленинград | 08.10.1975      | оборонпром         | *Краснодарский край       | [ ГС 295 ] |
| 289 | Попов Сергей Андреевич               | 26.11.1926 — 1993       | Бригадир водителей автомобилей автоколонны № 1101 Главного ленинградского управления автомобильного транспорта Министерства автомобильного транспорта РСФСР                                                                                      | 05.03.1976      | транспорт          | *Воронежская область      | [ ГС 296 ] |
| 290 | Поршнева Ульяна Яковлевна            | 21.09.1909 — ????       | Тростильщица Прядильно-ниточного комбината имени С. М. Кирова Ленинградского совнархоза | 21.06.1957      | легпром            | *Архангельская область    | [ ГС 297 ] |
| 291 | Поташёв Михаил Фёдорович             | 26.11.1912 — ????       | Бригадир судосборщиков судостроительного завода № 196 Министерства судостроительной промышленности, гор. Ленинград | 25.07.1966      | судостроение       | *Тверская область         | [ ГС 298 ] |
| 292 | Потёпкин Михаил Васильевич           | 19.11.1932 — 08.01.1968 | Бригадир комплексной бригады конечной продукции УНР-10 строительного треста № 20 Главленинградстроя при исполкоме Ленинградского городского Совета депутатов трудящихся                                                                          | 18.11.1965      | строительство      | *Красноярский край        | [ ГС 299 ] |
| 293 | Пошадин Николай Прокофьевич          | 26.07.1913 — 2005       | Бригадир электросварщиков завода № 190 Ленинградского совнархоза | 28.04.1963      | судостроение       | *Черкасская область       | [ ГС 300 ] |
| 294 | Привалов Виталий Иванович            | 29.01.1910 — 1985       | Директор Государственного завода «Большевик» Ленинградского совнархоза | 21.05.1963      | оборонпром         | *Челябинская область      | [ ГС 301 ] |
| 295 | Прокофьев Александр Андреевич        | 02.12.1900 — 18.09.1971 | Поэт, гор. Ленинград | 01.12.1970      | культура           | *Ленинградская область    | [ ГС 302 ] |
| 296 | Прокофьев Иван Яковлевич             | 15.09.1925 — 2003       | Старший вальцовщик прокатного стана производственного объединения «Кировский завод» Министерства оборонной промышленности СССР, гор. Ленинград                                                                                                   | 05.09.1975      | оборонпром         | *Ленинградская область    | [ ГС 303 ] |
| 297 | Пустынцев Павел Петрович             | 19.10.1910 — 13.08.1977 | Начальник ЦКБ-18 Государственного комитета Совета Министров СССР по судостроению, гор. Ленинград | 26.06.1959      | судостроение       | *Хабаровский край         | [ ГС 304 ] |
| 298 | Райкин Аркадий Исаакович             | 24.10.1911 — 17.12.1987 | Художественный руководитель Ленинградского театра эстрады и миниатюр, народный артист СССР | 23.10.1981      | культура           | *Латвия                   | [ ГС 305 ] |
| 299 | Романов Григорий Васильевич          | 07.02.1923 — 03.06.2008 | Член Политбюро ЦК КПСС, первый секретарь Ленинградского обкома КПСС | 06.02.1983      | госуправление      | *Новгородская область     | [ ГС 306 ] |
| 300 | Романов Евгений Арсеньевич           | 19.02.1926 — 04.01.2014 | Токарь-расточник Ленинградского научно-производственного объединения «Прогресс» Министерства радиопромышленности СССР | 26.04.1971      | радиопром          | *Ленинградская область    | [ ГС 307 ] |
| 301 | Романов Иван Андреевич               | 27.09.1921 — ????       | Бригадир укрупнённой комплексной бригады докеров-механизаторов Ленинградского морского торгового порта Министерства морского флота СССР | 13.05.1977      | транспорт          | *Новгородская область     | [ ГС 308 ] |
| 302 | Романов Николай Яковлевич            | 15.08.1937 — 29.12.2003 | Бригадир судосборщиков судостроительного завода имени А. А. Жданова Министерства судостроительной промышленности СССР, гор. Ленинград | 29.03.1976      | судостроение       | *Новгородская область     | [ ГС 309 ] |
| 303 | Росселевич Игорь Александрович       | 07.06.1918 — 22.03.1991 | Директор Всесоюзного научно-исследовательского института телевидения Министерства промышленности средств связи СССР, гор. Ленинград | 06.09.1978      | радиопром          | Санкт-Петербург           | [ ГС 310 ] |
| 304 | Рощин Александр Ильич                | 26.11.1911 — ????       | Слесарь-сборщик Ленинградского станкостроительного объединения имени Я. М. Свердлова Министерства станкостроительной и инструментальной промышленности СССР                                                                                      | 08.08.1966      | станкостроение     | Санкт-Петербург           | [ ГС 311 ] |
| 305 | Рудяк Евгений Георгиевич             | 02.01.1908 — 04.04.1991 | Главный конструктор проектов и начальник конструкторского бюро завода ЦКБ-34 Государственного комитета по оборонной технике СССР, гор. Ленинград                                                                                                 | 28.04.1963      | оборонпром         | *Чечня                    | [ ГС 312 ] |
| 306 | Русаков Николай Николаевич           | 19.12.1918 — 2000       | Слесарь-инструментальщик Ленинградского электромашиностроительного объединения «Электросила» имени С. М. Кирова Министерства электротехнической промышленности СССР                                                                              | 08.08.1966      | электропром        | Санкт-Петербург           | [ ГС 313 ] |
| 307 | Рыков Валентин Павлович              | 30.05.1926 — 21.07.2015 | Старший уполномоченный Балтийской группы Государственной приёмки кораблей Военно-морского флота СССР, капитан I ранга, гор. Ленинград | 02.02.1984      | оборона            | *Московская область       | [ ГС 314 ] |
| 308 | Рябинкин Василий Васильевич          | 1921—1985               | Электросварщик Центрального производственно-ремонтного предприятия Ленэнерго Министерства энергетики и электрификации СССР, гор. Ленинград | 03.01.1974      | энергетика         | *Новгородская область     | [ ГС 315 ] |
| 309 | Савельев Серафим Александрович       | 03.07.1926 — 01.12.1986 | Боцман теплохода «Сретенск» Балтийского государственного морского пароходства Министерства морского флота СССР, гор. Ленинград | 03.08.1960      | транспорт          | *Ленинградская область    | [ ГС 316 ] |
| 310 | Савченко Алексей Фёдорович           | 24.02.1919 — 22.11.2007 | Генеральный директор Ленинградского производственного объединения «Ленмясопром» Министерства мясной и молочной промышленности РСФСР | 26.04.1971      | пищепром           | *Киевская область         | [ ГС 317 ] |
| 311 | Саламбеков Борис Константинович      | 25.12.1907 — 01.07.1978 | Начальник Октябрьской железной дороги, гор. Ленинград | 05.11.1943      | транспорт          | *Грузия                   | [ ГС 318 ] |
| 312 | Самотокин Борис Александрович        | 24.07.1915 — 02.11.1994 | Начальник кафедры нейрохирургии Военно-медицинской академии, профессор, полковник медицинской службы, гор. Ленинград | 15.02.1979      | наука              | Санкт-Петербург           | [ ГС 319 ] |
| 313 | Семёнова Анна Тарасовна              | 08.11.1919 — 21.03.2005 | Пекарь-мастер Ленинградского хлебозавода «Красный пекарь» Министерства пищевой промышленности РСФСР | 21.07.1966      | пищепром           | *Смоленская область       | [ ГС 320 ] |
| 314 | Семко Валентин Владимирович          | 19.09.1937 — 03.01.2007 | Начальник отдела научно-исследовательского управления Государственного научно-исследовательского института аварийно-спасательного дела, водолазных и глубоководных работ Министерства обороны СССР, полковник медицинской службы, гор. Ленинград | 24.01.1991      | наука              | Санкт-Петербург           | [ ГС 321 ] |
| 315 | Сергеев Виктор Иванович              | 20.01.1921 — 16.12.2008 | Заместитель главного конструктора Центрального конструкторского бюро машиностроения Министерства среднего машиностроения СССР, гор. Ленинград | 29.07.1985      | атомпром           | *Тверская область         | [ ГС 322 ] |
| 316 | Сергеев Константин Михайлович        | 05.03.1910 — 01.04.1992 | Художественный руководитель Ленинградского академического хореографического училища имени А. Я. Вагановой, народный артист СССР | 22.03.1991      | культура           | Санкт-Петербург           | [ ГС 323 ] |
| 317 | Серебров Климентий Аркадьевич        | 02.01.1926 — 24.08.1981 | Главный конструктор специального конструкторского бюро Ленинградского научно-производственного объединения имени Н. Г. Козицкого Министерства радиопромышленности СССР                                                                           | 19.09.1977      | радиопром          | Санкт-Петербург           | [ ГС 324 ] |
| 318 | Сиволодский Евгений Андреевич        | 16.10.1919 — 23.09.1995 | Начальник лаборатории Государственного института прикладной химии Министерства химической промышленности СССР, гор. Ленинград | 20.04.1971      | химпром            | *Луганская область        | [ ГС 325 ] |
| 319 | Сидоров Юрий Климентьевич            | 18.06.1928 — 08.01.2017 | Бригадир токарей Ленинградского электромашиностроительного объединения «Электросила» имени С. М. Кирова Министерства электротехнической промышленности СССР                                                                                      | 07.01.1976      | электропром        | Санкт-Петербург           | [ ГС 326 ] |
| 320 | Сизов Александр Александрович        | 10.04.1913 — 26.12.1972 | Начальник Главленинградстроя при исполкоме Ленинградского городского Совета депутатов трудящихся | 18.11.1965      | строительство      | *Архангельская область    | [ ГС 327 ] |
| 321 | Симонов Николай Константинович       | 04.12.1901 — 20.04.1973 | Актёр Ленинградского государственного академического театра драмы имени А. С. Пушкина, народный артист СССР | 03.12.1971      | культура           | *Самарская область        | [ ГС 328 ] |
| 322 | Скворцов Александр Фёдорович         | 05.09.1918 — 03.10.1980 | Формовщик Государственного завода «Большевик» Ленинградского совнархоза | 21.05.1963      | оборонпром         | *Тверская область         | [ ГС 329 ] |
| 323 | Сметанин Николай Степанович          | 25.03.1905 — 05.09.1978 | Бывший перетяжчик ленинградской обувной фабрики «Скороход» Министерства лёгкой промышленности РСФСР, зачинатель стахановского движения в кожевенно-обувной промышленности                                                                        | 22.09.1975      | легпром            | Санкт-Петербург           | [ ГС 330 ] |
| 324 | Смирнов Владимир Иванович            | 10.06.1887 — 11.02.1974 | Бывший директор Института математики и механики Ленинградского государственного университета, академик Академии наук СССР | 09.06.1967      | наука              | Санкт-Петербург           | [ ГС 331 ] |
| 325 | Смирнов Константин Гаврилович        | 08.01.1910 — ????       | Механик-сборщик научно-исследовательского института № 49 Государственного комитета Совета Министров СССР по судостроению, гор. Ленинград | 17.06.1961      | судостроение       | Санкт-Петербург           | [ ГС 332 ] |
| 326 | Смирнов Павел Евдокимович            | 29.04.1909 — ????       | Машинист паровозного депо станции Ленинград-сортировочная Октябрьской железной дороги, гор. Ленинград | 21.06.1957      | транспорт          | *Ленинградская область    | [ ГС 333 ] |
| 327 | Смирнова Ксения Артемьевна           | 1911 — ????             | Доярка свиноводческого совхоза «Пискарёвка» Министерства мясной и молочной промышленности СССР, Всеволожский район Ленинградской области | 12.09.1949      | сельхоз            | *Смоленская область       | [ ГС 334 ] |
| 328 | Смирнова Людмила Михайловна          | род. 07.04.1939         | Учительница средней школы № 533, гор. Ленинград | 27.06.1978      | образование        | Санкт-Петербург           | [ ГС 335 ] |
| 329 | Соболев Виктор Викторович            | 02.09.1915 — 07.01.1999 | Заведующий кафедрой астрофизики Ленинградского государственного университета имени А. А. Жданова, академик Академии наук СССР | 30.08.1985      | наука              | Санкт-Петербург           | [ ГС 336 ] |
| 330 | Соколов Александр Васильевич         | 24.09.1906 — 1976       | Старший машинист паровозного депо Ленинград-Финляндский Октябрьской железной дороги, гор. Ленинград | 01.08.1959      | транспорт          | *Вологодская область      | [ ГС 337 ] |
| 331 | Соколов Николай Яковлевич            | 07.11.1921 — 06.1980    | Токарь-расточник завода «Пирометр» Министерства авиационной промышленности СССР, гор. Ленинград | 26.04.1971      | машиностроение     | *Тверская область         | [ ГС 338 ] |
| 332 | Соколов Тарас Николаевич             | 17.04.1911 — 15.08.1979 | Главный конструктор Опытного конструкторского бюро при Ленинградском политехническом институте имени М. И. Калинина Министерства высшего и среднего специального образования РСФСР                                                               | 06.11.1970      | оборонпром         | *Ставропольский край      | [ ГС 339 ] |
| 333 | Соловьёв-Седой Василий Павлович      | 25.04.1907 — 02.12.1979 | Композитор, народный артист СССР, гор. Ленинград | 22.05.1975      | культура           | Санкт-Петербург           | [ ГС 340 ] |
| 334 | Солодовников Валентин Иванович       | 04.12.1910 — 01.03.1974 | Директор Ленинградского Государственного завода «Ленинец» Министерства радиопромышленности СССР | 26.04.1971      | радиопром          | *Харьковская область      | [ ГС 341 ] |
| 335 | Сопин Фёдор Петрович                 | 23.12.1911 — 1966       | Монтажник строительного треста № 102 Главленинградстроя при исполкоме Ленинградского городского Совета депутатов трудящихся | 09.08.1958      | строительство      | *Курская область          | [ ГС 342 ] |
| 336 | Спасский Игорь Дмитриевич            | 02.08.1926 — 03.09.2024 | Начальник — главный конструктор Ленинградского проектно-монтажного бюро «Рубин» Министерства судостроительной промышленности СССР | 23.06.1978      | судостроение       | *Московская область       | [ ГС 343 ] |
| 337 | Спицын Александр Сергеевич           | 10.06.1932 — 05.07.1995 | Директор Государственного завода «Большевик» Министерства общего машиностроения СССР, гор. Ленинград | 26.12.1984      | машиностроение     | *Курская область          | [ ГС 344 ] |
| 338 | Степаненко Любовь Григорьевна        | род. 10.04.1927         | Заварщица электровакуумных приборов Ленинградского объединения электронного приборостроения «Светлана» Министерства электронной промышленности СССР                                                                                              | 26.04.1971      | электронпром       | *Ленинградская область    | [ ГС 345 ] |
| 339 | Степанов Владимир Сергеевич          | 10.02.1920 — 03.11.1998 | Начальник комплекса — главный конструктор по направлению Конструкторского бюро средств механизации Министерства общего машиностроения СССР, гор. Ленинград                                                                                       | 12.08.1976      | машиностроение     | *Ростовская область       | [ ГС 346 ] |
| 340 | Стржельчик Владислав Игнатьевич      | 31.01.1921 — 11.09.1995 | Актёр Ленинградского академического Большого драматического театра имени М. Горького, народный артист СССР | 18.10.1988      | культура           | Санкт-Петербург           | [ ГС 347 ] |
| 341 | Сукачёв Владимир Николаевич          | 07.06.1880 — 09.02.1967 | Заведующий лабораторией Ботанического института Академии наук СССР, академик АН СССР, гор. Ленинград | 08.06.1965      | наука              | *Харьковская область      | [ ГС 348 ] |
| 342 | Сысоев Иван Фёдорович                | 01.06.1932 — 05.02.2008 | Бригадир укрупнённой комплексной бригады докеров-механизаторов Ленинградского морского торгового порта Министерства морского флота СССР | 01.07.1982      | транспорт          | *Курская область          | [ ГС 349 ] |
| 343 | Сытов Николай Петрович               | 22.05.1921 — 01.09.2004 | Начальник — главный конструктор Центрального конструкторского бюро «Балтсудпроект» Министерства судостроительной промышленности СССР, гор. Ленинград                                                                                             | 10.03.1981      | судостроение       | *Ленинградская область    | [ ГС 350 ] |
| 344 | Тарасов Виктор Яковлевич             | 20.03.1937 — 2000       | Строгальщик производственного объединения турбостроения «Ленинградский металлический завод» Министерства энергетического машиностроения СССР | 31.08.1978      | машиностроение     | Санкт-Петербург           | [ ГС 351 ] |
| 345 | Тахтаджян Армен Леонович             | 10.06.1910 — 13.11.2009 | Руководитель отдела высших растений Ботанического института Академии наук СССР, академик Академии наук СССР, гор. Ленинград | 16.10.1990      | наука              | *Нагорный Карабах         | [ ГС 352 ] |
| 346 | Теренин Александр Николаевич         | 06.05.1896 — 18.01.1967 | Начальник научного отдела Государственного оптического института имени С. И. Вавилова Министерства оборонной промышленности СССР, академик Академии наук СССР, гор. Ленинград                                                                    | 28.07.1966      | наука              | *Калужская область        | [ ГС 353 ] |
| 347 | Терещенко Александр Акимович         | 12.09.1905 — 24.08.1987 | Директор завода «Северный пресс» Министерства судостроительной промышленности СССР, гор. Ленинград | 30.03.1970      | судостроение       | Санкт-Петербург           | [ ГС 354 ] |
| 348 | Тимофеев Пётр Ильич                  | род. 11.07.1936         | Токарь Ленинградского производственного объединения «Кировский завод» Министерства оборонной промышленности СССР | 02.02.1984      | оборонпром         | *Ленинградская область    | [ ГС 355 ] |
| 349 | Титова Тамара Николаевна             | род. 10.06.1931         | Бригадир пошивщиков обуви Ленинградского производственного обувного объединения «Скороход» имени Я. А. Калинина Министерства лёгкой промышленности РСФСР                                                                                         | 29.05.1981      | легпром            | Санкт-Петербург           | [ ГС 356 ] |
| 350 | Тихомиров Николай Иванович           | 11.1860 — 28.04.1930    | Начальник Газодинамической лаборатории Главного артиллерийского управления РККА, гор. Ленинград | 21.06.1991      | оборонпром         | *Москва                   | [ ГС 357 ] |
| 351 | Тихонович Михаил Григорьевич         | род. 30.06.1929         | Бригадир проходчиков, наставник молодёжи тоннельного отряда № 3 управления строительства Ленинградского метрополитена Министерства транспортного строительства СССР                                                                              | 09.06.1976      | строительство      | *Витебская область        | [ ГС 358 ] |
| 352 | Ткачёв Василий Ильич                 | 25.12.1906 — 1995       | Старший механик теплохода «Михаил Калинин» Балтийского морского пароходства Министерства морского флота СССР, гор. Ленинград | 09.08.1963      | транспорт          | *Крым                     | [ ГС 359 ] |
| 353 | Ткачёв Семён Иванович                | 12.02.1921 — 04.03.2011 | Бригадир монтажников Кузнецовского домостроительного комбината Главленинградстроя при исполкоме Ленинградского городского Совета депутатов трудящихся                                                                                            | 18.11.1965      | строительство      | *Новгородская область     | [ ГС 360 ] |
| 354 | Товстоногов Георгий Александрович    | 28.09.1915 — 23.05.1989 | Главный режиссёр Ленинградского академического Большого драматического театра имени М. Горького, народный артист СССР | 27.09.1983      | культура           | *Грузия                   | [ ГС 361 ] |
| 355 | Токин Борис Петрович                 | 21.07.1900 — 16.09.1984 | Заведующий кафедрой Ленинградского государственного университета имени А. А. Жданова, профессор | 20.07.1971      | наука              | *Саратовская область      | [ ГС 362 ] |
| 356 | Толубеев Юрий Владимирович           | 01.05.1906 — 28.12.1979 | Актёр Ленинградского государственного академического театра драмы имени А. С. Пушкина, народный артист СССР | 29.04.1976      | культура           | Санкт-Петербург           | [ ГС 363 ] |
| 357 | Третьяков Георгий Фёдорович          | род. 1920               | Слесарь цеха № 31 Ленинградского Северного завода Министерства авиационной промышленности СССР | 26.04.1971      | машиностроение     | Санкт-Петербург           |            |
| 358 | Трёшников Алексей Фёдорович          | 14.04.1914 — 18.11.1991 | Научный сотрудник Всесоюзного Арктического института Главного управления Северного морского пути, океанограф и начальник отряда научной арктической экспедиции «Север-4», гор. Ленинград                                                         | 06.12.1949      | наука              | *Ульяновская область      | [ ГС 364 ] |
| 359 | Трофимов Николай Трофимович          | 17.11.1916 — ????       | Бригадир судосборщиков Адмиралтейского судостроительного завода Министерства судостроительной промышленности СССР, гор. Ленинград | 25.07.1966      | судостроение       | *Ленинградская область    | [ ГС 365 ] |
| 360 | Тугеев Борис Владимирович            | 23.05.1921 — 1982       | Токарь завода «Большевик» Министерства общего машиностроения СССР, гор. Ленинград | 16.01.1974      | машиностроение     | Санкт-Петербург           | [ ГС 366 ] |
| 361 | Тучкевич Владимир Максимович         | 29.12.1904 — 24.07.1997 | Директор Физико-технического института имени Иоффе Академии наук СССР, академик АН СССР, гор. Ленинград | 28.12.1984      | наука              | *Черновицкая область      | [ ГС 367 ] |
| 362 | Улыбин Василий Иванович              | 05.12.1916 — 20.05.2007 | Генеральный директор производственного объединения «Кировский завод» Министерства оборонной промышленности СССР, гор. Ленинград | 08.10.1975      | оборонпром         | *Московская область       | [ ГС 368 ] |
| 363 | Ушаков Борис Иванович                | 19.04.1918 — 02.10.2005 | Управляющий трестом «Союзпромбуммонтаж» Министерства монтажных и специальных строительных работ СССР, гор. Ленинград | 19.03.1981      | строительство      | *Пермский край            | [ ГС 369 ] |
| 364 | Ушкалов Николай Фёдорович            | 13.04.1925 — 27.01.1999 | Бригадир судосборщиков Адмиралтейского судостроительного завода Министерства судостроительной промышленности СССР, гор. Ленинград | 30.03.1970      | судостроение       | *Курская область          | [ ГС 370 ] |
| 365 | Фаворский Алексей Евграфович         | 03.03.1860 — 08.08.1945 | Заведующий кафедрой высокомолекулярных соединений Ленинградского государственного университета, Президент русского физико-химического общества имени Д. И. Менделеева, академик Академии наук СССР                                               | 10.06.1945      | наука              | *Нижегородская область    | [ ГС 371 ] |
| 366 | Фалин Михаил Иванович                | 09.01.1920 — ????       | Слесарь Ленинградского завода полиграфических машин «Ленполиграфмаш» Министерства машиностроения для лёгкой и пищевой промышленности и бытовых приборов СССР                                                                                     | 04.07.1966      | машиностроение     | *Ярославская область      | [ ГС 372 ] |
| 367 | Федорович Александр Иосифович        | 26.02.1918 — 2002       | Управляющий трестом «Севзаптрансстрой» Министерства транспортного строительства СССР, гор. Ленинград | 28.07.1966      | строительство      | *Ленинградская область    | [ ГС 373 ] |
| 368 | Федянова Галина Михайловна           | род. 02.01.1938         | Швея-мотористка Ленинградского производственного швейного объединения «Первомайская заря» Министерства текстильной промышленности РСФСР | 23.05.1986      | легпром            | *Псковская область        | [ ГС 374 ] |
| 369 | Фок Владимир Александрович           | 22.12.1898 — 27.12.1974 | Заведующий отделом теоретической физики Ленинградского государственного университета, академик Академии наук СССР | 22.12.1968      | наука              | Санкт-Петербург           | [ ГС 375 ] |
| 370 | Фомин Борис Иванович                 | 18.08.1927 — 14.04.2007 | Генеральный директор Ленинградского производственного электромашиностроительного объединения «Электросила» имени С. М Кирова Министерства электротехнической промышленности СССР                                                                 | 31.03.1981      | электропром        | *Донецкая область         | [ ГС 376 ] |
| 371 | Фомина Антонина Александровна        | 20.11.1930 — 25.07.2020 | Рабочая Ленинградского производственного объединения кондитерской промышленности имени Н. К. Крупской Министерства пищевой промышленности РСФСР                                                                                                  | 12.05.1977      | пищепром           | Санкт-Петербург           | [ ГС 377 ] |
| 372 | Форисенков Сергей Александрович      | 16.07.1910 — 05.1990    | Директор Ижорского завода имени А. А. Жданова Министерства тяжёлого, энергетического и транспортного машиностроения СССР, гор. Ленинград | 05.04.1971      | машиностроение     | *Московская область       | [ ГС 378 ] |
| 373 | Хейфиц Иосиф Ефимович                | 17.12.1905 — 24.04.1995 | Кинорежиссёр, народный артист СССР, гор. Ленинград | 19.12.1975      | культура           | *Минская область          | [ ГС 379 ] |
| 374 | Хлопин Виталий Григорьевич           | 26.01.1890 — 10.07.1950 | Директор Радиевого института Академии наук СССР, академик АН СССР, гор. Ленинград | 29.10.1949      | наука              | *Пермский край            | [ ГС 380 ] |
| 375 | Храбцова Зоя Александровна           | род. 02.02.1930         | Шприцовщица колбасного завода Ленинградского мясокомбината Министерства мясной и молочной промышленности РСФСР | 14.06.1966      | пищепром           | *Псковская область        | [ ГС 381 ] |
| 376 | Худенков Алексей Фролович            | род. 15.05.1925         | Старший мастер цеха завода «Большевик» Министерства общего машиностроения СССР, гор. Ленинград | 08.09.1975      | машиностроение     | *Смоленская область       | [ ГС 382 ] |
| 377 | Цапкин Иван Петрович                 | 15.02.1929 — 14.10.2012 | Слесарь Ленинградского станкостроительного объединения имени Свердлова Министерства станкостроительной и инструментальной промышленности СССР | 05.04.1971      | станкостроение     | *Воронежская область      | [ ГС 383 ] |
| 378 | Царевский Евгений Николаевич         | 28.02.1904 — 16.08.1995 | Первый заместитель директора по научно-технической работе Государственного оптического института имени С. И. Вавилова Министерства оборонной промышленности СССР, гор. Ленинград                                                                 | 28.07.1966      | наука              | *Ярославская область      | [ ГС 384 ] |
| 379 | Черепанов Пётр Зиновьевич            | 20.12.1919 — 24.04.1987 | Начальник и главный конструктор Центрального конструкторского бюро машиностроения Министерства среднего машиностроения СССР, гор. Ленинград | 24.12.1970      | атомпром           | *Якутия                   | [ ГС 385 ] |
| 380 | Чернышёв Георгий Николаевич          | 23.08.1919 — 24.07.1997 | Главный конструктор проекта Союзного проектно-монтажного бюро машиностроения Министерства судостроительной промышленности СССР, гор. Ленинград                                                                                                   | 30.03.1970      | судостроение       | *Николаевская область     | [ ГС 386 ] |
| 381 | Чернышёв Пётр Сергеевич              | 13.03.1914 — 09.11.1979 | Главный инженер Ленинградского металлического завода имени XXII съезда КПСС Ленинградского совнархоза | 20.09.1962      | машиностроение     | *Тамбовская область       | [ ГС 387 ] |
| 382 | Чистов Геннадий Николаевич           | 20.10.1931 — 2004       | Капитан судов заграничного плавания Балтийского морского пароходства Министерства морского флота СССР, гор. Ленинград | 08.04.1981      | транспорт          | Санкт-Петербург           | [ ГС 388 ] |
| 383 | Чистяков Николай Иванович            | род. 29.06.1931         | Проходчик управления начальника работ № 304 треста «Спецтоннельстрой» Главленинградинжстроя Ленинградского городского Совета депутатов трудящихся                                                                                                | 25.03.1971      | строительство      | *Ярославская область      | [ ГС 389 ] |
| 384 | Чопоров Павел Александрович          | 26.11.1931 — 27.05.1993 | Бригадир комплексной бригады строительного управления № 415 треста «Севзапморгидрострой» Министерства транспортного строительства СССР, гор. Ленинград                                                                                           | 07.05.1971      | строительство      | *Воронежская область      | [ ГС 390 ] |
| 385 | Чубаров Владимир Васильевич          | 19.07.1908 — 1989       | Начальник Октябрьской железной дороги, гор. Ленинград | 16.01.1974      | транспорт          | *Брянская область         | [ ГС 391 ] |
| 386 | Шалугин Владимир Болеславович        | 01.04.1928 — 19.11.1991 | Слесарь комбината строительных материалов «Победа» Главленстройматериалов Ленинградского городского Совета депутатов трудящихся | 25.03.1971      | промстройматериалы | Санкт-Петербург           | [ ГС 392 ] |
| 387 | Шапкина Лидия Ивановна               | род. 08.12.1923         | Учительница средней школы № 169, гор. Ленинград | 01.07.1968      | образование        | Санкт-Петербург           | [ ГС 393 ] |
| 388 | Шателен Михаил Андреевич             | 13.01.1866 — 31.01.1957 | Электротехник, член-корреспондент Академии наук СССР, гор. Ленинград | 12.01.1956      | наука              | *Краснодарский край       | [ ГС 394 ] |
| 389 | Шевцов Иван Семёнович                | 15.01.1931 — 17.02.2004 | Бригадир комплексной строительной бригады треста № 20 Главленинградстроя Ленинградского городского Совета депутатов трудящихся | 31.12.1973      | строительство      | *Воронежская область      | [ ГС 395 ] |
| 390 | Шелехов Сергей Михайлович            | 09.09.1913 — 09.06.1986 | Главный конструктор Центрального научно-исследовательского института «Морфизприбор» Министерства судостроительной промышленности СССР, гор. Ленинград                                                                                            | 25.07.1966      | судостроение       | Санкт-Петербург           | [ ГС 396 ] |
| 391 | Шершнёв Виктор Нилович               | 29.10.1928 — 2007       | Директор Балтийского судостроительного завода имени Серго Орджоникидзе Министерства судостроительной промышленности СССР, гор. Ленинград | 07.02.1985      | судостроение       | *Псковская область        | [ ГС 397 ] |
| 392 | Шилак Владислав Иосифович            | 23.10.1912 — ????       | Бригадир комплексной бригады каменщиков строительно-монтажного управления № 1 строительного треста № 16 Главленинградстроя Ленинградского городского Совета депутатов трудящихся                                                                 | 25.03.1971      | строительство      | *Ленинградская область    | [ ГС 398 ] |
| 393 | Шмаков Павел Васильевич              | 27.12.1885 — 17.01.1982 | Заведующий кафедрой телевидения и фототелеграфии Ленинградского электротехнического института связи имени М. А. Бонч-Бруевича | 08.01.1966      | наука              | *Владимирская область     | [ ГС 399 ] |
| 394 | Шпак Владимир Степанович             | 20.02.1909 — 23.02.2009 | Директор Государственного института прикладной химии Государственного комитета Совета Министров СССР по химии, гор. Ленинград | 17.06.1961      | наука              | *Псковская область        | [ ГС 400 ] |
| 395 | Шроль Платон Лаврентьевич            | 05.05.1927 — 11.03.2019 | Формовщик Ленинградского арматурного завода имени И. И. Лепсе Министерства химического и нефтяного машиностроения СССР | 20.04.1971      | нефтехимпром       | *Житомирская область      | [ ГС 401 ] |
| 396 | Штрихина Александра Георгиевна       | 30.06.1909 — 1983       | Закройщица фабрики «Скороход» Ленинградского совнархоза | 21.06.1957      | легпром            | Санкт-Петербург           | [ ГС 402 ] |
| 397 | Шульц Михаил Михайлович              | 01.07.1919 — 09.10.2006 | Директор Института химии силикатов Академии наук СССР, академик АН СССР, гор. Ленинград | 01.07.1991      | наука              | Санкт-Петербург           | [ ГС 403 ] |
| 398 | Шумарин Пётр Михайлович              | 21.01.1910 — 1981       | Слесарь-сантехник треста «Сантехмонтаж-62» Главленинградстроя при исполкоме Ленинградского городского Совета депутатов трудящихся | 09.08.1958      | строительство      | *Тверская область         | [ ГС 404 ] |
| 399 | Шутков Геннадий Алексеевич           | 27.06.1936 — 11.01.1995 | Генеральный директор производственного объединения «Ижорский завод» имени А. А. Жданова Министерства энергетического машиностроения СССР, гор. Ленинград                                                                                         | 22.12.1986      | машиностроение     | *Пензенская область       | [ ГС 405 ] |
| 400 | Щёголев Глеб Степанович              | 15.08.1915 — 13.12.1983 | Главный конструктор конструкторского отдела водяных турбин Ленинградского металлического завода имени XXII съезда КПСС Министерства тяжёлого, энергетического и транспортного машиностроения СССР                                                | 01.06.1973      | машиностроение     | Санкт-Петербург           | [ ГС 406 ] |
| 401 | Юзбашев Лев Герасимович              | 24.09.1910 — 1962       | Главный конструктор, начальник специального конструкторского отдела Ленинградского отделения института «Горстройпроект» Госстроя СССР | 28.01.1960      | строительство      | *Грузия                   | [ ГС 407 ] |
| 402 | Юров Анатолий Васильевич             | 21.01.1939 — 21.06.1996 | Бригадир слесарей-монтажников Ленинградского судостроительного завода имени А. А. Жданова Министерства судостроительной промышленности СССР, гор. Ленинград                                                                                      | 16.07.1986      | судостроение       | *Туркменистан             | [ ГС 408 ] |
| 403 | Юхнин Евгений Иванович               | 19.02.1912 — 07.03.1999 | Бывший начальник и главный конструктор Центрального морского конструкторского бюро «Алмаз» Министерства судостроительной промышленности СССР, гор. Ленинград                                                                                     | 07.07.1983      | судостроение       | *Коми                     | [ ГС 409 ] |
| 404 | Яворский Василий Иванович            | 10.01.1876 — 20.09.1974 | Геолог и палеонтолог, сотрудник Ленинградского горного института, доктор геолого-минералогических наук, гор. Ленинград | 12.01.1971      | наука              | *Хмельницкая область      | [ ГС 410 ] |
| 405 | Яковлев Владимир Михайлович          | 02.05.1903 — 20.09.1983 | Главный конструктор Ленинградского машиностроительного завода «Звезда» имени К. Е. Ворошилова Министерства тяжёлого, энергетического и транспортного машиностроения СССР                                                                         | 05.04.1971      | машиностроение     | *Москва                   | [ ГС 411 ] |

## Уроженцы Санкт-Петербурга, удостоенные звания Героя Социалистического Труда в других регионах СССР
| № | Фамилия, имя, отчество | Даты жизни              | Деятельность                                                                                    | Дата присвоения                  | Отрасль  | ГС       |
| - | ---------------------- | ----------------------- | ----------------------------------------------------------------------------------------------- | -------------------------------- | -------- | -------- |
| 1 | Харитон Юлий Борисович | 27.02.1904 — 18.12.1996 | Главный конструктор КБ-11 Лаборатории измерительных приборов № 2 Академии наук СССР, пос. Саров | 29.10.1949 08.12.1951 04.01.1954 | атомпром | [ ГС 1 ] |

| № | Фамилия, имя, отчество     | Даты жизни              | Деятельность | Дата присвоения       | Отрасль        | ГС       |
| - | -------------------------- | ----------------------- | --- | --------------------- | -------------- | -------- |
| 1 | Капица Пётр Леонидович     | 09.07.1894 — 08.04.1984 | Директор Института физических проблем Академии наук СССР, академик АН СССР, гор. Москва                                                  | 30.04.1945 08.07.1974 | наука          | [ ГС 2 ] |
| 2 | Косыгин Алексей Николаевич | 21.02.1904 — 18.12.1980 | Председатель Совета Министров СССР, член Политбюро ЦК КПСС, гор. Москва                                                                  | 20.02.1964 20.02.1974 | госуправление  | [ ГС 3 ] |
| 3 | Пилюгин Николай Алексеевич | 18.05.1908 — 02.08.1982 | Главный конструктор НИИ-885 Государственного комитета Совета Министров СССР по радиоэлектронике, гор. Москва                             | 20.04.1956 17.06.1961 | машиностроение | [ ГС 4 ] |
| 4 | Свищёв Георгий Петрович    | 24.12.1912 — 02.05.1999 | Начальник Центрального аэрогидродинамического института имени Н. Е. Жуковского Министерства авиационной промышленности СССР, гор. Москва | 12.07.1957 23.12.1982 | машиностроение | [ ГС 5 ] |
| 5 | Уланова Галина Сергеевна   | 08.01.1910 — 21.03.1998 | Педагог-репетитор Государственного академического Большого театра Союза ССР, народная артистка СССР, гор. Москва                         | 16.05.1974 07.01.1980 | культура       | [ ГС 6 ] |
| 6 | Щукин Александр Николаевич | 22.07.1900 — 11.06.1990 | Заместитель председателя Комиссии Совета Министров СССР по военно-промышленным вопросам, гор. Москва                                     | 20.04.1956 21.07.1975 | оборонпром     | [ ГС 7 ] |

| №   | Фамилия, имя, отчество                | Даты жизни              | Деятельность | Дата присвоения | Отрасль        | ГС         |
| --- | ------------------------------------- | ----------------------- | --- | --------------- | -------------- | ---------- |
| 1   | Аврорин Евгений Николаевич            | 11.07.1932 — 09.01.2018 | Начальник научно-теоретического отдела НИИ-1011 Министерства среднего машиностроения СССР, гор. Снежинск Челябинской области                                                                                  | 29.07.1966      | атомпром       | [ ГС 8 ]   |
| 2   | Анопов Борис Андрианович              | 14.01.1915 — 11.08.1986 | Пилот-испытатель Государственного научно-исследовательского института Гражданского воздушного флота, гор. Москва                                                                                              | 16.04.1963      | транспорт      | [ ГС 9 ]   |
| 3   | Афанасьев Николай Михайлович          | 14.11.1916 — 15.03.2009 | Ведущий конструктор Центрального конструкторско-исследовательского бюро спортивного и охотничьего оружия Министерства оборонной промышленности СССР, гор. Тула                                                | 14.11.1986      | оборонпром     | [ ГС 10 ]  |
| 4   | Баланчивадзе Андрей Мелитонович       | 01.06.1906 — 28.04.1992 | Композитор, народный артист СССР, гор. Тбилиси Грузинской ССР | 31.05.1986      | культура       | [ ГС 11 ]  |
| 5   | Бараев Александр Иванович             | 16.07.1908 — 08.09.1985 | Директор Всесоюзного научно-исследовательского института зернового хозяйства, академик Всесоюзной академии сельскохозяйственных наук имени В. И. Ленина, пос. Шортанды Целиноградской области                 | 03.03.1980      | наука          | [ ГС 12 ]  |
| 6   | Белобокий Александр Андреевич         | 12.09.1903 — 1978       | Директор зерносовхоза «Свободный» Есильского района Акмолинской области | 11.01.1957      | сельхоз        | [ ГС 13 ]  |
| 7   | Белоусов Игорь Сергеевич              | 15.01.1928 — 10.02.2005 | Заместитель Министра судостроительной промышленности СССР, гор. Москва | 04.12.1974      | судостроение   | [ ГС 14 ]  |
| 8   | Вернов Сергей Николаевич              | 11.07.1910 — 26.09.1982 | Директор Научно-исследовательского института ядерной физики Московского государственного университета имени М. В. Ломоносова, академик Академии наук СССР, гор. Москва                                        | 10.07.1980      | наука          | [ ГС 15 ]  |
| 9   | Вишинскас Ромуальдас Мотеяус          | 1920 — ????             | Председатель колхоза «Аушра» Шакяйского района Литовской ССР | 08.04.1971      | сельхоз        |            |
| 10  | Волк Владимир Иванович                | 24.07.1915 — 21.12.1991 | Слесарь-инструментальщик научно-производственного объединения «Исток» Министерства электронной промышленности СССР, гор. Фрязино Московской области                                                           | 29.07.1966      | электронпром   | [ ГС 16 ]  |
| 11  | Воронков Анатолий Константинович      | 29.06.1904 — 14.01.1969 | Управляющий трестом «Сталинуголь» комбината «Карагандауголь» Министерства угольной промышленности восточных районов СССР, Карагандинская область                                                              | 28.08.1948      | углепром       | [ ГС 17 ]  |
| 12  | Гарцуев Павел Николаевич              | 04.01.1905 — 23.12.1969 | Начальник Кировской железной дороги, гор. Беломорск Карело-Финской ССР | 05.11.1943      | транспорт      | [ ГС 18 ]  |
| 13  | Гейченко Семён Степанович             | 14.02.1903 — 02.08.1993 | Директор Государственного музея-заповедника А. С. Пушкина в селе Михайловском, Пушкиногорский район Псковской области                                                                                         | 12.02.1983      | культура       | [ ГС 19 ]  |
| 14  | Гельфрейх Владимир Георгиевич         | 24.03.1885 — 07.08.1967 | Профессор Московского высшего художественно-промышленного училища, руководитель мастерской № 4 Главного архитектурно-планировочного управления Мосгорисполкома, академик Академии строительства и архитектуры | 21.04.1965      | архитектура    | [ ГС 20 ]  |
| 15  | Голованов Юрий Николаевич             | 31.12.1911 — 21.05.1972 | Главный инженер и главный металлург завода № 12 Первого главного управления при Совете Министров СССР, Московская область                                                                                     | 29.10.1949      | атомпром       | [ ГС 21 ]  |
| 16  | Гордеева Валентина Антоновна          | 19.01.1918 — ????       | Бригадир телеграфистов Бобруйского городского узла связи Министерства связи СССР, Могилёвская область | 18.07.1966      | связь          | [ ГС 22 ]  |
| 17  | Григорович Юрий Николаевич            | 02.01.1927 — 19.05.2025 | Главный балетмейстер Государственного академического Большого театра СССР, народный артист СССР, гор. Москва                                                                                                  | 31.12.1986      | культура       | [ ГС 23 ]  |
| 18  | Губанов Борис Иванович                | 14.03.1930 — 18.03.1999 | Первый заместитель начальника и главного конструктора конструкторского бюро «Южное» Министерства общего машиностроения СССР, гор. Днепропетровск                                                              | 12.08.1976      | машиностроение | [ ГС 24 ]  |
| 19  | Докторов Николай Иванович             | 06.12.1907 — 16.06.1983 | Директор Воскресенского химического комбината имени В. В. Куйбышева Министерства химической промышленности СССР, Московская область                                                                           | 20.04.1971      | хмипром        | [ ГС 25 ]  |
| 20  | Дубинин Николай Петрович              | 04.01.1907 — 26.03.1998 | Директор Института общей генетики Академии наук СССР, академик АН СССР, Москва | 16.10.1990      | наука          | [ ГС 26 ]  |
| 21  | Жалдыба Алексей Артемьевич            | 1916 — ????             | Бригадир тракторной бригады Судженской МТС Анжеро-Судженского района Кемеровской области | 25.02.1949      | сельхоз        | [ ГС 27 ]  |
| 22  | Жигалин Владимир Фёдорович            | 03.03.1907 — 03.11.1990 | Министр тяжёлого и транспортного машиностроения СССР, гор. Москва | 17.02.1977      | машиностроение | [ ГС 28 ]  |
| 23  | Зайцев Анатолий Васильевич            | род. 20.10.1928         | Электрогазосварщик завода имени Морозова Министерства машиностроения СССР, Всеволожский район Ленинградской области                                                                                           | 18.01.1977      | оборонпром     | [ ГС 29 ]  |
| 24  | Зархи Александр Григорьевич           | 18.02.1908 — 27.01.1997 | Режиссёр киностудии «Мосфильм», народный артист СССР, гор. Москва | 28.02.1978      | культура       | [ ГС 30 ]  |
| 25  | Иванов Борис Иванович                 | 06.08.1887 — 31.05.1965 | Член КПСС с 1906 года, участник первой рабочей группы по созданию газеты «Правда», гор. Москва | 04.05.1962      | госуправление  | [ ГС 31 ]  |
| 26  | Иванов Виктор Андреевич               | 11.11.1910 — 13.08.2003 | Директор Запорожского трансформаторного завода Министерства электротехнической промышленности СССР | 20.04.1971      | электропром    | [ ГС 32 ]  |
| 27  | Иванов Иван Андреевич                 | 05.01.1904 — 13.01.1987 | Директор Всесоюзного научно-исследовательского института железнодорожного транспорта, гор. Москва | 01.08.1959      | транспорт      | [ ГС 33 ]  |
| 28  | Иванов Иван Иванович                  | 14.09.1922 — 30.03.1992 | Комбайнер совхоза «Новый путь» Осакаровского района Карагандинской области | 13.12.1972      | сельхоз        | [ ГС 34 ]  |
| 29  | Игнатов Александр Дмитриевич          | 15.10.1928 — 28.04.2001 | Звеньевой механизированного звена колхоза имени Котовского Ямпольского района Винницкой области | 08.04.1971      | сельхоз        | [ ГС 35 ]  |
| 30  | Исаев Алексей Михайлович              | 24.10.1908 — 25.06.1971 | Главный конструктор Опытно-конструкторского бюро № 2 Научно-исследовательского института № 88 Министерства общего машиностроения СССР, Московская область                                                     | 20.04.1956      | машиностроение | [ ГС 36 ]  |
| 31  | Исаков Павел Павлович                 | 11.01.1918 — 22.02.1999 | Главный конструктор Челябинского тракторного завода имени В. И. Ленина Министерства тракторного и сельскохозяйственного машиностроения СССР                                                                   | 05.04.1971      | машиностроение | [ ГС 37 ]  |
| 32  | Кабалевский Дмитрий Борисович         | 30.12.1904 — 14.02.1987 | Композитор и общественный деятель, академик Академии педагогических наук СССР, народный артист СССР, гор. Москва                                                                                              | 27.12.1974      | культура       | [ ГС 38 ]  |
| 33  | Кабанов Павел Алексеевич              | 11.07.1897 — 27.02.1987 | Начальник управления военно-восстановительных работ (УВВР) Воронежского фронта, генерал-майор технических войск                                                                                               | 05.11.1943      | транспорт      | [ ГС 39 ]  |
| 34  | Караваев Георгий Аркадьевич           | 03.04.1913 — 03.11.1994 | Министр строительства СССР, гор. Москва | 01.04.1983      | строительство  | [ ГС 40 ]  |
| 35  | Картаузов Леонид Михайлович           | 16.03.1933 — 17.11.2016 | Тракторист совхоза «Родина» Целиноградского района Целиноградской области | 13.12.1972      | сельхоз        | [ ГС 41 ]  |
| 36  | Клемент Фёдор Дмитриевич              | 30.05.1903 — 28.06.1973 | Ректор Тартуского университета, академик Академии наук Эстонской ССР | 13.03.1969      | наука          | [ ГС 42 ]  |
| 37  | Козлов Николай Яковлевич              | 1902 — 12.05.1966       | Главный конструктор, начальник специального конструкторского бюро «Прокатдеталь» Главмосстроя, гор. Москва | 28.01.1960      | строительство  | [ ГС 43 ]  |
| 38  | Комаров Владимир Леонтьевич           | 13.10.1869 — 05.12.1945 | Президент Академии наук СССР, Президент Всесоюзного ботанического общества, гор. Москва | 13.10.1944      | наука          | [ ГС 44 ]  |
| 39  | Комаровский Александр Николаевич      | 20.05.1906 — 19.11.1973 | Начальник Главпромстроя Министерства внутренних дел СССР, генерал-майор инженерно-технической службы | 29.10.1949      | атомпром       | [ ГС 45 ]  |
| 40  | Комиссаров Борис Алексеевич           | 25.07.1918 — 09.04.1999 | Заместитель председателя Комиссии Президиума Совета Министров СССР по военно-промышленным вопросам, генерал-полковник-инженер, гор. Москва                                                                    | 05.01.1982      | оборонпром     | [ ГС 46 ]  |
| 41  | Копяков Виктор Николаевич             | 30.06.1926 — ????       | Звеньевой колхоза «1 Мая» Кировского района Восточно-Казахстанской области | 20.05.1949      | сельхоз        | [ ГС 47 ]  |
| 42  | Коржинский Дмитрий Сергеевич          | 13.09.1899 — 16.12.1985 | Директор Института экспериментальной минералогии Академии наук СССР, академик АН СССР, Московская область | 13.03.1969      | наука          | [ ГС 48 ]  |
| 43  | Косыгин Юрий Александрович            | 22.01.1911 — 25.01.1994 | Директор Института тектоники и геофизики Дальневосточного отделения Академии наук СССР, академик АН СССР, гор. Хабаровск                                                                                      | 21.01.1981      | наука          | [ ГС 49 ]  |
| 44  | Крон Александр Александрович          | 13.09.1914 — 25.03.1994 | Токарь Иркутского завода тяжёлого машиностроения имени В. В. Куйбышева Министерства тяжёлого, энергетического и транспортного машиностроения СССР                                                             | 09.07.1966      | машиностроение | [ ГС 50 ]  |
| 45  | Крылов Василий Николаевич             | 1912 — ????             | Слесарь-сантехник жилищно-эксплуатационной конторы № 10 Свердловского района гор. Москвы | 20.12.1966      | жилкомхоз      | [ ГС 51 ]  |
| 46  | Куликов Владимир Николаевич           | 04.08.1908 — 24.04.1990 | Директор хлопководческого совхоза «Пахта-Арал» Пахта-Аральского района Южно-Казахстанской области | 25.12.1959      | сельхоз        | [ ГС 52 ]  |
| 47  | Кутателадзе Самсон Семёнович          | 31.07.1914 — 20.03.1986 | Директор Института теплофизики Сибирского отделения Академии наук СССР, академик АН СССР, гор. Новосибирск | 18.07.1984      | наука          | [ ГС 53 ]  |
| 48  | Лапин Сергей Георгиевич               | 15.07.1912 — 07.10.1990 | Председатель Государственного комитета СССР по телевидению и радиовещанию, гор. Москва | 14.07.1982      | связь          | [ ГС 54 ]  |
| 49  | Лебедев Виктор Николаевич             | 13.02.1910 — 22.03.1976 | Директор завода № 172 Пермского совнархоза | 17.06.1961      | машиностроение | [ ГС 55 ]  |
| 50  | Лёгкий Анатолий Захарович             | 26.07.1935 — 17.08.2022 | Токарь Волгоградского завода бурового оборудования «Баррикады» Министерства оборонной промышленности СССР | 16.01.1974      | оборонпром     | [ ГС 56 ]  |
| 51  | Леонтьев Юлиан Николаевич             | 02.11.1930 — 27.10.2011 | Буровой мастер Чарджоуского управления разведочного бурения объединения «Туркменсевбургаз» Министерства газовой промышленности СССР, Чарджоуская область                                                      | 02.03.1981      | газпром        | [ ГС 57 ]  |
| 52  | Лепинь Лидия Карловна                 | 04.04.1891 — 04.09.1985 | Академик Академии наук Латвийской ССР, старший научный сотрудник Института химии АН Латвийской ССР, гор. Рига                                                                                                 | 01.10.1965      | наука          | [ ГС 58 ]  |
| 53  | Лорх Александр Георгиевич             | 27.05.1889 — 06.02.1980 | Селекционер, бывший научный сотрудник Института картофельного хозяйства, профессор, Московская область | 30.05.1964      | наука          | [ ГС 59 ]  |
| 54  | Лужин Павел Иванович                  | 10.01.1909 — 20.05.1989 | Капитан парохода Латвийского морского пароходства Министерства морского флота СССР, гор. Рига | 09.08.1963      | транспорт      | [ ГС 60 ]  |
| 55  | Макарова Тамара Фёдоровна             | 13.08.1907 — 20.01.1997 | Профессор Всесоюзного государственного института кинематографии, народная артистка СССР, гор. Москва | 13.08.1982      | культура       | [ ГС 61 ]  |
| 56  | Малиновский Георгий Николаевич        | 14.04.1923 — 14.09.2001 | Начальник Главного управления эксплуатации ракетного вооружения — заместитель Главнокомандующего Ракетными войсками стратегического назначения СССР по эксплуатации, генерал-полковник, гор. Москва           | 15.02.1979      | оборона        | [ ГС 62 ]  |
| 57  | Мелентьев Лев Александрович           | 22.12.1908 — 08.07.1986 | Директор Сибирского энергетического института Сибирского отделения Академии наук СССР, академик АН СССР, гор. Иркутск                                                                                         | 13.03.1969      | наука          | [ ГС 63 ]  |
| 58  | Мельников Павел Иванович              | 19.06.1908 — 21.07.1994 | Директор Института мерзлотоведения Сибирского отделения Академии наук СССР, академик АН СССР, гор. Якутск | 27.04.1984      | наука          | [ ГС 64 ]  |
| 59  | Михайлов Александр Васильевич         | 04.10.1910 — 14.07.1980 | Слесарь-инструментальщик ОКБ Новосибирского электровакуумного завода Министерства электронной промышленности СССР                                                                                             | 29.07.1966      | электронпром   | [ ГС 65 ]  |
| 60  | Михайлов Андрей Васильевич            | 31.01.1904 — 15.03.1996 | Главный инженер проекта Сталинградской ГЭС Министерства строительства электростанций СССР | 09.09.1961      | энергетика     | [ ГС 66 ]  |
| 61  | Михальцев Игорь Евгеньевич            | 14.06.1923 — 14.04.2010 | Заведующий отделом Института океанологии имени П. П. Ширшова Академии наук СССР, гор. Москва | 23.08.1989      | наука          | [ ГС 67 ]  |
| 62  | Николаев Павел Иванович               | 15.04.1905 — 19.08.1972 | Директор Кытмановского зерносовхоза Кытмановского района Алтайского края | 11.01.1957      | сельхоз        | [ ГС 68 ]  |
| 63  | Образцова Елена Васильевна            | 07.07.1939 — 12.01.2015 | Солистка оперы Государственного академического Большого театра СССР, народная артистка СССР, гор. Москва | 27.12.1990      | культура       | [ ГС 69 ]  |
| 64  | Овчинников Алексей Васильевич         | 28.03.1935 — 12.05.2012 | Столяр Сортавальского мебельно-лыжного комбината Министерства лесной и деревообрабатывающей промышленности СССР, Карельская ССР                                                                               | 07.05.1971      | леспром        | [ ГС 70 ]  |
| 65  | Оллыкайнен Мария Фёдоровна            | 25.08.1919 — ????       | Доярка совхоза «Удева» Министерства совхозов СССР, Пайдеский уезд Эстонской ССР | 05.10.1949      | сельхоз        | [ ГС 71 ]  |
| 66  | Осташков Юрий Алексеевич              | 10.04.1931 — 24.12.2012 | Капитан среднего рыболовного рефрижераторного траулера «Дуббе» Беломорской базы гослова Министерства рыбного хозяйства СССР, Карельская АССР                                                                  | 26.04.1971      | рыбпром        | [ ГС 72 ]  |
| 67  | Петров Николай Александрович          | 03.03.1911 — 09.01.1989 | Главный инженер, первый заместитель начальника КБ-11 Министерства среднего машиностроения СССР, Горьковская область                                                                                           | 07.03.1962      | атомпром       | [ ГС 73 ]  |
| 68  | Раушенбах Борис Викторович            | 18.01.1915 — 27.03.2001 | Заведующий кафедрой теоретической механики Московского физико-технического института, академик Академии наук СССР                                                                                             | 09.10.1990      | наука          | [ ГС 74 ]  |
| 69  | Ребиндер Пётр Александрович           | 03.10.1898 — 12.07.1972 | Заведующий отделом Института физической химии Академии наук СССР, заведующий кафедрой коллоидной химии Московского государственного университета имени М. В. Ломоносов, академик АН СССР, гор. Москва         | 02.10.1968      | наука          | [ ГС 75 ]  |
| 70  | Риль Николай Васильевич               | 05.12.1901 — 02.08.1990 | Руководитель производства металлического урана на заводе № 12 Первого главного управления при Совете Министров СССР, Московская область                                                                       | 29.10.1949      | атомпром       | [ ГС 76 ]  |
| 71  | Румянцев (Карандаш) Михаил Николаевич | 10.12.1901 — 31.03.1983 | Цирковой клоун «Карандаш», народный артист СССР, гор. Москва | 20.12.1979      | культура       | [ ГС 77 ]  |
| 72  | Рязанский Михаил Сергеевич            | 05.04.1909 — 05.08.1987 | Директор и главный конструктор Научно-исследовательского института № 885 Министерства радиотехнической промышленности СССР, член-корреспондент Академии наук СССР, гор. Москва                                | 20.04.1956      | наука          | [ ГС 78 ]  |
| 73  | Садовский Михаил Александрович        | 06.11.1904 — 12.10.1994 | Научный руководитель Семипалатинского ядерного полигона, Семипалатинская область | 29.10.1949      | наука          | [ ГС 79 ]  |
| 74  | Семёнова Марина Тимофеевна            | 12.06.1908 — 09.06.2010 | Педагог балета Государственного академического Большого театра СССР, народная артистка СССР, гор. Москва | 13.06.1988      | культура       | [ ГС 80 ]  |
| 75  | Симонов Константин Михайлович         | 28.11.1915 — 28.08.1979 | Писатель и поэт, секретарь Правления Союза писателей СССР, гор. Москва | 29.07.1974      | культура       | [ ГС 81 ]  |
| 76  | Синельников Всеволод Дмитриевич       | 27.01.1921 — 23.08.1995 | Заместитель генерального конструктора Центрального конструкторского бюро «Алмаз» Министерства радиопромышленности СССР, гор. Москва                                                                           | 20.04.1981      | радиопром      | [ ГС 82 ]  |
| 77  | Скобельцын Дмитрий Владимирович       | 24.11.1892 — 16.11.1990 | Директор Физического института имени П. Н. Лебедева Академии наук СССР, академик АН СССР, гор. Москва | 13.03.1969      | наука          | [ ГС 83 ]  |
| 78  | Скрябин Георгий Константинович        | 17.09.1917 — 26.03.1989 | Директор Института биохимии и физиологии микроорганизмов Академии наук СССР, академик, главный учёный секретарь Президиума Академии наук СССР, гор. Москва                                                    | 25.06.1981      | наука          | [ ГС 84 ]  |
| 79  | Скрябин Константин Иванович           | 07.12.1878 — 17.10.1972 | Академик Академии наук СССР и Академии медицинских наук СССР, вице-президент Всесоюзной академии сельскохозяйственных наук имени В. И. Ленина, гор. Москва                                                    | 06.12.1958      | наука          | [ ГС 85 ]  |
| 80  | Смирнов Лев Николаевич                | 21.06.1911 — 23.03.1986 | Председатель Верхового Суда СССР, гор. Москва | 19.06.1981      | госуправление  | [ ГС 86 ]  |
| 81  | Соболев Сергей Львович                | 06.10.1908 — 03.01.1989 | Заместитель директора Института атомной энергии Академии наук СССР, академик АН СССР, гор. Москва | 08.12.1951      | атомпром       | [ ГС 87 ]  |
| 82  | Соколов Владимир Сергеевич            | 11.07.1930 — 29.08.2008 | Главный инженер производственного объединения «Южный машиностроительный завод» Министерства общего машиностроения СССР, гор. Днепропетровск                                                                   | 10.10.1982      | машиностроение | [ ГС 88 ]  |
| 83  | Стасова Елена Дмитриевна              | 15.10.1873 — 31.12.1966 | Персональная пенсионерка, гор. Москва | 07.03.1960      | госуправление  | [ ГС 89 ]  |
| 84  | Степанов Борис Иванович               | 28.04.1913 — 07.12.1987 | Директор Института физики Академии наук Белорусской ССР, академик АН Белорусской ССР, гор. Минск | 27.04.1973      | наука          | [ ГС 90 ]  |
| 85  | Степанов Борис Михайлович             | 24.05.1910 — 24.06.1990 | Директор и научный руководитель Всероссийского научно-исследовательского института оптико-физических измерений Государственного комитета СССР по стандартам, гор. Москва                                      | 02.06.1980      | наука          | [ ГС 91 ]  |
| 86  | Строков Григорий Иванович             | 18.11.1903 — 15.05.1995 | Начальник Кременчуггэсстроя Министерства энергетики и электрификации Украинской ССР, Киевская область | 20.04.1971      | энергетика     | [ ГС 92 ]  |
| 87  | Стырикович Михаил Адольфович          | 16.11.1902 — 27.10.1995 | Академик-секретарь отделения физико-технических проблем энергетики Академии наук СССР, академик АН СССР, гор. Москва                                                                                          | 15.11.1972      | наука          | [ ГС 93 ]  |
| 88  | Тихомиров Борис Алексеевич            | 16.02.1922 — ????       | Старший машинист экскаватора строительно-монтажного управления «Южсурханводстрой» треста «Сурхансовхозводстрой», Сурхандарьинская область                                                                     | 01.03.1965      | мелиоводхоз    | [ ГС 94 ]  |
| 89  | Тихонов Николай Семёнович             | 04.11.1896 — 08.02.1979 | Писатель, поэт, публицист, председатель Советского комитета защиты мира, гор. Москва | 02.12.1966      | культура       | [ ГС 95 ]  |
| 90  | Торопыгин Григорий Иванович           | 14.01.1913 — 31.01.1995 | Председатель колхоза «Новая жизнь» Весьегонского района Калининской области | 30.04.1966      | сельхоз        | [ ГС 96 ]  |
| 91  | Устинов Николай Дмитриевич            | 14.06.1931 — 08.11.1992 | Генеральный конструктор научно-производственного объединения «Астрофизика» Министерства радиопромышленности СССР, гор. Москва                                                                                 | 03.06.1980      | радиопром      | [ ГС 97 ]  |
| 92  | Фролова Нина Филипповна               | 21.04.1925 — 2009       | Бригадир совхоза «Ударник» Тосненского района Ленинградской области | 30.04.1966      | сельхоз        | [ ГС 98 ]  |
| 93  | Христианович Сергей Алексеевич        | 09.11.1908 — 28.04.2000 | Научный руководитель Всесоюзного института физико-технических и радиотехнических измерений, академик Академии наук СССР, гор. Москва                                                                          | 13.03.1969      | наука          | [ ГС 99 ]  |
| 94  | Чаковский Александр Борисович         | 26.08.1913 — 17.02.1994 | Писатель, журналист, секретарь Правления Союза писателей СССР, главный редактор «Литературной газеты», гор. Москва                                                                                            | 24.08.1973      | культура       | [ ГС 100 ] |
| 95  | Чесноков Владимир Петрович            | 12.07.1910 — 30.11.1993 | Директор Ярославского шинного завода Министерства нефтеперерабатывающей и нефтехимической промышленности СССР                                                                                                 | 28.05.1966      | нефтехимпром   | [ ГС 101 ] |
| 96  | Шверник Николай Михайлович            | 19.05.1888 — 24.12.1970 | Председатель Комитета партийного контроля при ЦК КПСС, член Президиума ЦК КПСС, гор. Москва | 17.05.1958      | госуправление  | [ ГС 102 ] |
| 97  | Шевчук Клавдия Владимировна           | 31.12.1929 — 26.09.2011 | Бригадир колхоза «Октябрь» Несвижского района Минской области | 30.04.1966      | сельхоз        | [ ГС 103 ] |
| 98  | Шмидт Евгений Владимирович            | 20.12.1905 — 13.07.1985 | Директор Института неврологии Академии медицинских наук СССР, академик АМН СССР, гор. Москва | 19.12.1975      | наука          | [ ГС 104 ] |
| 99  | Шостакович Дмитрий Дмитриевич         | 25.09.1906 — 09.08.1975 | Композитор, профессор Московской и Ленинградской консерваторий, народный артист СССР, гор. Москва | 24.09.1966      | культура       | [ ГС 105 ] |
| 100 | Шумилин Алексей Александрович         | 02.03.1936 — 03.10.2021 | Начальник 1-го (научно-испытательного) управления 5-го Научно-испытательного полигона Министерства обороны СССР, генерал-майор                                                                                | 04.12.1987      | оборона        | [ ГС 106 ] |
| 101 | Юткевич Сергей Иосифович              | 28.12.1904 — 23.04.1985 | Кинорежиссёр, народный артист СССР, гор. Москва | 30.12.1974      | культура       | [ ГС 107 ] |

## Герои Социалистического Труда, прибывшие в Санкт-Петербург на постоянное проживание из других регионов
| № | Фамилия, имя, отчество  | Даты жизни              | Деятельность | Дата присвоения       | Отрасль    | Место рождения   | ГС       |
| - | ----------------------- | ----------------------- | --- | --------------------- | ---------- | ---------------- | -------- |
| 1 | Трашутин Иван Яковлевич | 18.01.1906 — 06.03.1986 | Главный конструктор по моторостроению специального конструкторского бюро № 75 производственного объединения «Челябинский тракторный завод имени В. И. Ленина» Министерства оборонной промышленности СССР | 16.02.1966 19.01.1976 | оборонпром | Донецкая область | [ ГС 1 ] |

| №  | Фамилия, имя, отчество                    | Даты жизни              | Деятельность | Дата присвоения | Отрасль        | Место рождения                 | ГС        |
| -- | ----------------------------------------- | ----------------------- | --- | --------------- | -------------- | ------------------------------ | --------- |
| 1  | Авдохин Андрей Михайлович                 | 15.10.1901 — 16.08.1988 | Командир 18-го отдельного железнодорожного батальона, Сталинградская область | 05.11.1943      | транспорт      | Тверская область               | [ ГС 2 ]  |
| 2  | Агафонов Сергей Павлович                  | 02.10.1909 — 02.1987    | Начальник управления капитального строительства Норильского горно-металлургического комбината, Красноярский край                                                                                             | 09.08.1958      | металлургия    | Луганская область              | [ ГС 3 ]  |
| 3  | Александрова Антонина Николаевна          | 20.03.1920 — 19.07.1949 | Старший стрелочник станции Валдайского военно-эксплуатационного отделения Калининской железной дороги, Ленинградская область                                                                                 | 05.11.1943      | транспорт      | Псковская область              | [ ГС 4 ]  |
| 4  | Андреев Пётр Михайлович                   | 22.08.1922 — 1990       | Бригадир монтажников эстонского монтажного участка треста «Севзапэнергомонтаж» на строительстве Прибалтийской ГРЭС, Эстонская ССР                                                                            | 01.10.1965      | энергетика     | Псковская область              | [ ГС 5 ]  |
| 5  | Аникеев Николай Петрович                  | 26.07.1908 — 18.05.1993 | Главный геолог Северо-Восточного геологического управления Министерства геологии РСФСР, Магаданская область                                                                                                  | 04.07.1966      | геология       | Киевская область               | [ ГС 6 ]  |
| 6  | Белкин Абель Зельманович                  | 06.06.1886 — 09.04.1965 | Старший агроном Земетчинского свеклосовхоза Министерства пищевой промышленности СССР, Земетчинский район Пензенской области                                                                                  | 18.05.1948      | сельхоз        | Полтавская область             | [ ГС 7 ]  |
| 7  | Бордюгов Иван Тихонович                   | 01.05.1922 — 25.11.2019 | Директор Кишинёвского завода «Сигнал» Министерства промышленности средств связи СССР, Молдавская ССР | 07.08.1986      | радиопром      | Воронежская область            | [ ГС 8 ]  |
| 8  | Бурцев Григорий Степанович                | 28.11.1911 — 1991       | Начальник Пригородного межрайонного производственного управления сельского хозяйства, Ленинградская область                                                                                                  | 30.04.1966      | сельхоз        | Тульская область               | [ ГС 9 ]  |
| 9  | Вилков Иван Семёнович                     | 24.09.1912 — 13.07.1985 | Начальник комбината «Ленлес» Министерства лесной и деревообрабатывающей промышленности СССР, Ленинградская область                                                                                           | 07.05.1971      | леспром        | Владимирская область           | [ ГС 10 ] |
| 10 | Виноградов Михаил Ильич                   | 01.11.1900 — 21.07.1973 | Бригадир слесарей-монтажников монтажной конторы «Магадангорстрой» Магаданского совнархоза | 09.08.1958      | строительство  | Костромская область            | [ ГС 11 ] |
| 11 | Гаркуша Иван Максимович                   | 24.10.1929 — 31.03.2012 | Старший рафинировщик Новосибирского оловянного комбината Министерства цветной металлургии СССР | 30.03.1971      | металлургия    | Новосибирская область          | [ ГС 12 ] |
| 12 | Герасимов Михаил Герасимович              | 1887—1961               | Звеньевой колхоза «Федяково» Бежаницкого района Великолукской области | 16.03.1949      | сельхоз        | Псковская область              | [ ГС 13 ] |
| 13 | Глазенко Матрёна Аксентьевна              | 1916—1990               | Телятница племзавода имени Ильича Кеминского района Киргизской ССР | 22.03.1966      | сельхоз        | Житомирская область            | [ ГС 14 ] |
| 14 | Голованов Георгий Александрович           | 20.09.1923 — 06.09.2003 | Директор комбината «Апатит» имени С. М. Кирова Министерства химической промышленности СССР, гор. Кировск Мурманской области                                                                                  | 20.04.1971      | химпром        | Свердловская область           | [ ГС 15 ] |
| 15 | Горемыкин Алексей Петрович                | 20.03.1926 — 2004       | Бригадир монтажников треста «Гидроэлектромонтаж» Министерства энергетики и электрификации СССР, Иркутская область                                                                                            | 23.02.1966      | энергетика     | Ленинградская область          | [ ГС 16 ] |
| 16 | Григорьева (Яковлева) Зинаида Алексеевна  | 24.05.1923 — 23.08.1996 | Звеньевая семеноводческого колхоза «Строитель» Славковского района Псковской области | 12.07.1949      | сельхоз        | Псковская область              | [ ГС 17 ] |
| 17 | Гуревич Михаил Иосифович                  | 12.01.1893 — 25.11.1976 | Заместитель главного конструктора Опытно-конструкторского бюро № 155 Министерства авиационной промышленности СССР, гор. Москва                                                                               | 12.07.1957      | машиностроение | Курская область                | [ ГС 18 ] |
| 18 | Гусев Иван Степанович                     | 1905 — ????             | Бригадир колхоза «Парижская коммуна» Бежецкого района Калининской области | 10.04.1948      | сельхоз        | Тверская область               | [ ГС 19 ] |
| 19 | Дугин Алексей Семёнович                   | 24.09.1904 — 12.11.1966 | Командир 1-й железнодорожной бригады, полковник | 05.11.1943      | транспорт      | Татарстан                      | [ ГС 20 ] |
| 20 | Жуков Василий Фёдорович                   | 19.11.1913 — 05.03.2001 | Путеец 38-го отдельного восстановительного железнодорожного батальона 30-й отдельной железнодорожной Краснознамённой бригады, ефрейтор, Демянский район Ленинградской области                                | 05.11.1943      | транспорт      | Тамбовская область             | [ ГС 21 ] |
| 21 | Иванов Илья Иванович                      | 13.08.1899 — 02.05.1967 | Главный конструктор ОКБ-221 завода «Баррикады» Народного комиссариата вооружения СССР, генерал-майор технических войск, гор. Сталинград                                                                      | 28.10.1940      | оборонпром     | Брянская область               | [ ГС 22 ] |
| 22 | Инюшин Михаил Васильевич                  | 25.04.1906 — 22.02.1965 | Начальник строительства «Иртышгэсстрой» Министерства электростанций СССР, Восточно-Казахстанская область | 09.08.1958      | энергетика     | Тульская область               | [ ГС 23 ] |
| 23 | Каладюк Анатолий Аверьянович              | 30.10.1912 — 29.06.1974 | Директор прииска имени Гастелло Тенькинского горнопромышленного управления Министерства цветной металлургии СССР, Магаданская область                                                                        | 20.05.1966      | металлургия    | Иркутская область              | [ ГС 24 ] |
| 24 | Карсакова Валентина Фёдоровна             | род. 09.02.1925         | Доярка совхоза «Красный Октябрь» Всеволожского района Ленинградской области | 22.03.1966      | сельхоз        | Витебская область              | [ ГС 25 ] |
| 25 | Куклин Александр Константинович           | 27.02.1907 — 01.03.1982 | Председатель семеноводческого колхоза «Союз строителей» Ояшинского района Новосибирской области | 20.03.1949      | сельхоз        | Забайкальский край             | [ ГС 26 ] |
| 26 | Кучиев Юрий Сергеевич                     | 26.08.1919 — 14.12.2005 | Капитан атомного ледокола «Арктика» Мурманского морского пароходства Министерства морского флота СССР | 14.09.1977      | транспорт      | Северная Осетия                | [ ГС 27 ] |
| 27 | Лазарев Леонид Александрович              | 26.06.1933 — 19.07.2006 | Бригадир электромонтажников Братского электромонтажного управления треста «Гидроэлектромонтаж» Министерства энергетики и электрификации СССР, Иркутская область                                              | 17.05.1977      | энергетика     | Ленинградская область          | [ ГС 28 ] |
| 28 | Ламехов Анатолий Алексеевич               | 14.04.1931 — 08.08.2020 | Капитан атомного ледокола «Леонид Брежнев» Мурманского морского пароходства Министерства морского флота СССР                                                                                                 | 02.03.1984      | транспорт      | Владимирская область           | [ ГС 29 ] |
| 29 | Левшин Серафим Александрович              | 12.08.1903 — 15.11.1995 | Главный инженер управления строительством Плявиньской ГЭС Министерства энергетики и электрификации СССР, Латвийская ССР                                                                                      | 04.10.1966      | энергетика     | Владимирская область           | [ ГС 30 ] |
| 30 | Мамлеев Диниахмед Набиулевич              | 07.11.1905 — 21.08.1976 | Управляющий строительно-монтажным трестом «Череповецметаллургстрой» Вологодского совнархоза | 09.08.1958      | строительство  | Башкортостан                   | [ ГС 31 ] |
| 31 | Мастобаев Григорий Иванович               | 12.05.1915 — 30.01.1987 | Директор Валдайского леспромхоза, Новгородская область | 05.10.1957      | лесхоз         | Днепропетровская область       | [ ГС 32 ] |
| 32 | Милютин Андрей Андреевич                  | 15.10.1916 — 24.07.2005 | Заместитель главного советского эксперта по сооружению высотной Асуанской плотины в Объединённой Арабской Республике                                                                                         | 12.01.1971      | энергетика     | Кировская область              | [ ГС 33 ] |
| 33 | Минасян Паравон Геворкович                | 1912 — ????             | Бригадир колхоза имени Микояна Очемчирского района Абхазской АССР | 03.05.1949      | сельхоз        | Абхазия                        | [ ГС 34 ] |
| 34 | Мурашов Николай Семёнович                 | 04.12.1919 — ????       | Бригадир колхоза «Новый путь» Брейтовского района Ярославской области | 28.03.1949      | сельхоз        | Ярославская область            | [ ГС 35 ] |
| 35 | Наринян Николай Артёмович                 | 23.10.1905 — 16.01.1971 | Начальник головного ремонтного восстановительного поезда № 3, Ленинградская область | 05.11.1943      | транспорт      | Азербайджан                    | [ ГС 36 ] |
| 36 | Олонцев Михаил Иванович                   | 15.10.1911 — 12.11.1990 | Директор Братского лесопромышленного комплекса Министерства целлюлозно-бумажной промышленности СССР, Иркутская область                                                                                       | 20.04.1971      | лесхоз         | Архангельская область          | [ ГС 37 ] |
| 37 | Павловский Лев Константинович             | 08.04.1930 — 15.07.2010 | Директор совхоза «Пашский» Волховского района Ленинградской области | 23.12.1976      | сельхоз        | Ленинградская область          | [ ГС 38 ] |
| 38 | Пак Бончун                                | 08.02.1926 — 20.11.2013 | Колхозник колхоза «Полярная звезда» Средне-Чирчикского района Ташкентской области | 13.06.1950      | сельхоз        | Приморский край                | [ ГС 39 ] |
| 39 | Пальмина Антонина Петровна                | 21.08.1932 — 02.09.2020 | Главный зоотехник госплемзавода «Лесное» Гатчинского района Ленинградской области | 24.02.1978      | сельхоз        | Тамбовская область             | [ ГС 40 ] |
| 40 | Пальчук Степан Николаевич                 | 01.06.1942 — 01.10.1998 | Командир мостового полка железнодорожных войск, полковник | 05.02.1981      | транспорт      | Брестская область              | [ ГС 41 ] |
| 41 | Пашнин Олег Георгиевич                    | 08.03.1926 — 30.04.1999 | Главный инженер-механик атомного ледокола «Арктика» Мурманского морского пароходства Министерства морского флота СССР                                                                                        | 14.09.1977      | транспорт      | Свердловская область           | [ ГС 42 ] |
| 42 | Петрова Зинаида Петровна                  | 09.03.1906 — ????       | Председатель колхоза «Искра» Всеволожского района Ленинградской области | 22.06.1957      | сельхоз        | Ленинградская область          | [ ГС 43 ] |
| 43 | Петрухина Феона Ефимовна                  | 05.12.1927 — 16.05.2017 | Бригадир совхоза «Пригородный» Всеволожского района Ленинградской области | 30.04.1966      | сельхоз        | Смоленская область             | [ ГС 44 ] |
| 44 | Пискляченко Софья Ефимовна                | 10.01.1931 — 1997       | Главный агроном колхоза «1 Мая» Мстиславского района Могилёвской области | 08.04.1971      | сельхоз        | Могилёвская область            | [ ГС 45 ] |
| 45 | Поздняков Владимир Иванович               | 17.08.1909 — 16.02.2002 | Управляющий трестом «Уралэлектромонтаж» Министерства монтажных и специальных строительных работ СССР, гор. Свердловск                                                                                        | 26.07.1966      | строительство  | Ростовская область             | [ ГС 46 ] |
| 46 | Позняков Валерий Александрович            | 21.04.1941 — 16.05.2010 | Бригадир комплексной бригады строительного управления здания ГЭС Красноярскгэсстроя Министерства энергетики и электрификации СССР, Красноярский край                                                         | 16.10.1979      | энергетика     | Латвия                         | [ ГС 47 ] |
| 47 | Престенский Пётр Захарович                | 09.1904 — 1987          | Начальник Управления инженерных работ № 57 Министерства обороны СССР, генерал-майор инженерно-технической службы, Плесецк Архангельской области                                                              | 29.08.1969      | оборона        | Оренбургская область           | [ ГС 48 ] |
| 48 | Рождественский Игорь Евгеньевич           | 23.04.1923 — 19.12.1993 | Начальник Анюйского районного геологоразведочного управления Северо-Восточного геологического управления Главного управления геологии и охраны недр при Совете Министров РСФСР, Чукотский национальный округ | 29.04.1963      | геология       | Новгородская область           | [ ГС 49 ] |
| 49 | Рыков Александр Ильич                     | 28.10.1900 — 1994       | Начальник Волховстроевской дистанции пути Северной железной дороги, Ленинградская область | 05.11.1943      | транспорт      | Московская область             | [ ГС 50 ] |
| 50 | Савченко Иван Михайлович                  | 09.04.1919 — 07.04.1984 | Главный инженер Северного машиностроительного предприятия Министерства судостроительной промышленности СССР, гор. Северодвинск Архангельской области                                                         | 30.03.1970      | судостроение   | Запорожская область            | [ ГС 51 ] |
| 51 | Семёнова Татьяна Алексеевна               | 15.12.1914 — 06.05.2000 | Доярка колхоза «Красная заря» Дедовичского района Псковской области | 07.03.1960      | сельхоз        | Псковская область              | [ ГС 52 ] |
| 52 | Сергеева (Васильева) Екатерина Степановна | 24.12.1919 — 26.12.2006 | Доярка свиноводческого совхоза «Полоное» Министерства мясной и молочной промышленности СССР, Порховский район Псковской области                                                                              | 05.10.1950      | сельхоз        | Псковская область              | [ ГС 53 ] |
| 53 | Символ Семён Петрович                     | 01.09.1904 — 04.07.1982 | Директор свиноводческого совхоза «Забойщик» Министерства совхозов СССР, Лисичанский район Ворошиловградской области                                                                                          | 22.10.1949      | сельхоз        | Сумская область                | [ ГС 54 ] |
| 54 | Сотников Вениамин Константинович          | 02.09.1929 — 26.02.1994 | Генеральный директор производственного объединения «Уралвагонзавод» Министерства оборонной промышленности СССР, Свердловская область                                                                         | 03.03.1986      | оборонпром     | Восточно-Казахстанская область | [ ГС 55 ] |
| 55 | Тимковский Меер Иосифович                 | 18.02.1909 — 03.09.1983 | Директор свеклосовхоза имени Фрунзе Министерства пищевой промышленности СССР, Кантский район Киргизской ССР                                                                                                  | 08.05.1948      | сельхоз        | Кировоградская область         | [ ГС 56 ] |
| 56 | Федоренко Мария Дмитриевна                | 10.09.1918 — ????       | Дорожный мастер путевой машинной станции № 75 треста «Рекпуть» Главного управления пути и сооружений Министерства путей сообщения СССР, Гатчинский район Ленинградской области                               | 01.08.1959      | транспорт      | Ленинградская область          | [ ГС 57 ] |
| 57 | Филимонов Николай Александрович           | 27.01.1897 — 27.02.1986 | Заместитель главного инженера Главного управления строительства Волго-Донского водного пути («Главгидроволгодонстроя») Министерства внутренних дел СССР, Сталинградская область                              | 19.09.1952      | энергетика     | Ставропольский край            | [ ГС 58 ] |
| 58 | Цой Ольга Семёновна                       | 08.12.1924 — 29.06.2000 | Звеньевая колхоза имени Ворошилова Каратальского района Талды-Курганской области | 28.03.1948      | сельхоз        | Хабаровский край               | [ ГС 59 ] |
| 59 | Шагина Мария Артемьевна                   | 19.09.1914 — ????       | Первый секретарь Всеволожского райкома КПСС, Ленинградская область | 22.06.1957      | госуправление  | Тверская область               | [ ГС 60 ] |
| 60 | Шанцев Александр Александрович            | род. 11.03.1953         | Заместитель командира по технической части — начальник технической части отдельного путевого железнодорожного батальона, Дальневосточный военный округ, капитан                                              | 25.10.1984      | транспорт      | Ивановская область             | [ ГС 61 ] |
| 61 | Шаталов Александр Борисович               | 15.02.1890 — 11.06.1970 | Начальник восстановительного поезда сигнализации и связи «Связьрем-1» Управления военно-восстановительных работ № 6 железнодорожных войск Ленинградского фронта                                              | 05.11.1943      | транспорт      | Тамбовская область             | [ ГС 62 ] |
| 62 | Штрейс Раиса Ивановна                     | 24.02.1929 — 31.12.2013 | Генеральный директор производственного объединения «Лето» Тосненского района Ленинградской области | 28.12.1988      | сельхоз        | Пензенская область             | [ ГС 63 ] |
| 63 | Южилкина Мария Ефимовна                   | 24.09.1914 — ????       | Доярка совхоза «Лесное» Всеволожского района Ленинградской области | 22.06.1957      | сельхоз        | Псковская область              | [ ГС 64 ] |